# أبولو 15
أبولو 15 (بالإنجليزية: Apollo 15)‏، (26 يوليو 1971 - 7 أغسطس 1971)، كانت البعثة الفضائية المأهولة التاسعة ضمن برنامج أبولو الأمريكي، والبعثة الرابعة التي تهبط على سطح القمر. وكانت أول بعثة ضمن الفئة «جيه» لمهمات برنامج أبولو، والتي تتميز بفترة بقاء مطولة على سطح القمر مع تركيز أعلى على المهام العلمية مقارنةً ببعثات الهبوط السابقة. كانت أبولو 15 أول بعثة تستخدم العربة القمرية المتجولة.
انطلقت البعثة عام 1971 يوم 26 يوليو وانتهت يوم 7 أغسطس نفس العام، واستمرت مهام استكشاف سطح القمر بين 30 يوليو حتى 2 أغسطس. هبط القائد ديفيد سكوت، مع طيار الوحدة القمرية جيمس إروين، بالقرب من أخدود هادلي القمري، واستكشفا بعض المناطق المجاورة لموقع الهبوط باستخدام العربة المتجولة، والتي كانت تسمح بالتنقل لمسافات أبعد عن الوحدة القمرية مقارنةً بالبعثات السابقة. قضى الرائدان 18 ساعةً ونصف على سطح القمر، خلال مهام النشاط خارج المركبة (EVA)، وجمعا عينات من السطح القمري بكتلة 77 كيلوغرامًا.
وفي نفس الوقت، كان طيار وحدة القيادة والخدمة، ألفرد ووردن، يدور حول القمر مُشغلًا المستشعرات في جناح وحدة الأجهزة العلمية (SIM) الخاص بوحدة الخدمة. جمعت هذه الأجهزة بيانات حول القمر وبيئته باستخدام كاميرا بانورامية، ومطياف لأشعة غاما، وكاميرا للتخطيط، ومقياس ارتفاع ليزري، ومطياف كتلة، وقمر اصطناعي حول القمر أُطلق بعد انتهاء المهام على سطح القمر. عادت الوحدة القمرية بسلام إلى وحدة القيادة بالمدار القمري، وفي نهاية الدورة الرابعة والسبعين لأبولو 15 حول القمر، شُغلت المحركات للعودة إلى الوطن. وخلال رحلة العودة، نفذ ووردن أول عملية سير في الفضاء العميق. هبطت البعثة بسلام على سطح البحر يوم 7 أغسطس بالرغم من فقدان إحدى المظلات الثلاث الخاصة بالهبوط.
حققت البعثة أهدافها ولكن شابتها بعض ردود الأفعال السلبية بوسائل الإعلام في العام التالي بعد الكشف عن حمل الطاقم لأغلفة بريدية غير مصرح بها إلى سطح القمر، وبيعت بعضها عبر تاجر ألماني غربي للطوابع البريدية. تعرض أفراد الطاقم للتأنيب بسبب سوء تقديرهم للموقف، ومُنعوا من الطيران إلى الفضاء مرةً أخرى. شهدت البعثة أيضًا إحضار صخرة التكوين القمرية، والتي يُعتقد أنها جزء من القشرة الأصلية للقمر، بالإضافة إلى تنفيذ سكوت لتجربة باستخدام المطرقة والريشة للتحقق من صحة نظرية غاليليو، والتي تنص على أن جميع الأجسام تسقط بنفس المعدل نتيجةً للجاذبية بغض النظر عن كتلتها عند غياب مقاومة الهواء.

## خلفية
في عام 1962، تعاقدت ناسا على 15 صاروخًا من طراز ساتورن 5 لتحقيق أهداف برنامج أبولو الفضائي بإرسال البعثات الفضائية المأهولة للهبوط على سطح القمر بحلول عام 1970؛ وفي هذه الأثناء، لم يكن عدد البعثات المطلوبة لتحقيق هذه الأهداف معلومًا بعد. وبعد النجاح الذي حققه صاروخ ساتورن 5 السادس في بعثة أبولو 11 عام 1969، ظلت 9 صواريخ متاحةً عند وكالة ناسا لتحقيق أهدافها المنشودة بإرسال إجمالي 10 بعثات هبوط إلى سطح القمر. وتضمنت هذه الخطط استخدام إصدار أثقل وأوسع من مركبة أبولو الفضائية، في البعثات الخمس الأخيرة (أبولو 16 حتى أبولو 20). وستكون الوحدة القمرية المحدثة قادرةً على البقاء لمدة 75 ساعةً على القمر، كما ستحمل العربة القمرية المتجولة إلى سطح القمر. وستضم وحدة الخدمة حزمةً من الأجهزة المدارية لجمع البيانات من القمر. وفي الخطة الأصلية، كانت بعثة أبولو 15 آخر البعثات غير المحدثة، والتي كانت ستهبط على فوهة سينسورينوس القمرية. ولكن ألغت ناسا ثلاث بعثات هابطة، في سبتمبر 1970، بسبب خوفها من تقليص الميزانية. وأصبحت أبولو 15 البعثة الأولى ضمن البعثات الثلاث المحدثة، والمعروفة ببعثات «جيه»، ونُقل موقع هبوط البعثة إلى أخدود هادلي القمري، الذي كان موقع هبوط بعثة أبولو 19.

## الطاقم وأهم أفراد فريق التحكم بالمهمة
| الرتبة                    | Astronaut                                  | Astronaut                                  |
| ------------------------- | ------------------------------------------ | ------------------------------------------ |
| القائد                    | ديفيد آر سكوت الثالثة والأخيرة رحلة فضائية | ديفيد آر سكوت الثالثة والأخيرة رحلة فضائية |
| طيار وحدة القيادة (CMP)   | ألفرد إم ووردن الوحيدة رحلة فضائية         | ألفرد إم ووردن الوحيدة رحلة فضائية         |
| طيار الوحدة القمرية (LMP) | جيمس بي إروين الوحيدة رحلة فضائية          | جيمس بي إروين الوحيدة رحلة فضائية          |

وُلد سكوت عام 1932 في سان أنطونيو (تكساس)، وتخرج في الأكاديمية العسكرية الأمريكية عام 1954. خدم سكوت بالقوات الجوية الأمريكية، وحصل على درجتين متقدمتين من معهد ماساتشوستس للتقنية (MIT) عام 1962، قبل أن يقع عليه الاختيار ضمن المجموعة الثالثة لرواد الفضاء في العام التالي. طار سكوت ضمن بعثة جمناي 8 بجانب نيل أرمسترونغ عام 1966، وبصفته طيارًا لوحدة القيادة ببعثة أبولو 9 عام 1969. وُلد ووردن عام 1932 في جاكسون (ميشيغان)، ومثل قائده سكوت، درس بالأكاديمية العسكرية وتخرج منها عام 1955 ليخدم بالقوات الجوية. حصل ووردن على درجتي ماجستير في الهندسة من جامعة ميشيغان عام 1963. وُلد إروين عام 1930 في بيتسبرغ (بنسيلفانيا)، ودرس بالأكاديمية البحرية الأمريكية، وتخرج منها عام 1951 ليخدم بالقوات الجوية، وحصل على درجة الماجستير من جامعة ميشيغان عام 1957. وقع الاختيار على كل من ووردن وإروين ليكونا ضمن المجموعة الخامسة لرواد الفضاء عام 1966، وكانت أبولو 15 رحلتهما الفضائية الوحيدة.

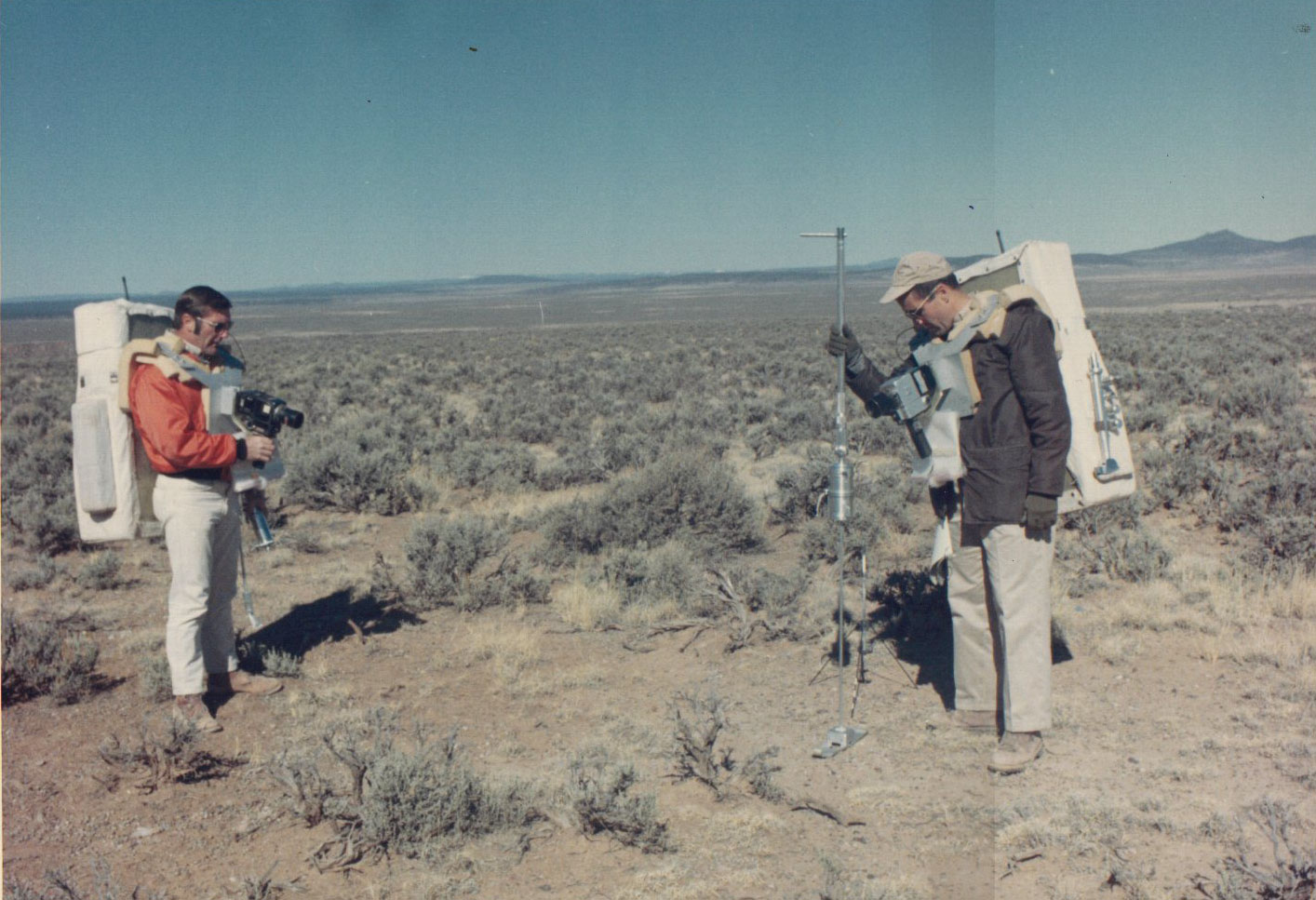
غوردن (يمين) وشميت خلال التدريب الجيولوجي

كان الطاقم الاحتياطي للبعثة مؤلفًا من ريتشارد إف. غوردن الابن بصفته قائدًا، وفانس دي. براند بصفته طيارًا لوحدة القيادة، وهاريسون إتش. شميت بصفته طيارًا للوحدة القمرية. وطبقًا لنظام التناوب المعتاد للأطقم، كان من المخطط أن يطير الثلاثة في بعثة أبولو 18، ولكن أُلغيت هذه البعثة. طار براند لاحقًا في مشروع أبولو سويوز التجريبي وبعثة إس تي إس 5، أول بعثة عاملة للمكوك الفضائي. ومع زيادة الضغط على وكالة ناسا بإرسال عالم محترف إلى القمر، وقع الاختيار على شميت، عالم الجيولوجيا، ليكون طيارًا للوحدة القمرية ببعثة أبولو 17 بدلًا من جو إنغل. تألف طاقم دعم بعثة أبولو 15 من رواد الفضاء جوزيف بي. ألين، وروبرت إيه. باركر، وكارل غوردن هينايز. وكان الثلاثة رواد فضاء علماء وقع الاختيار عليهم عام 1967؛ بسبب اعتقاد وكالة ناسا أن الطاقم الرئيسي كان بحاجة إلى مساعدة أكبر في الجوانب العلمية عن الجوانب المتعلقة بقيادة المركبات. ولم يذهب أي من أفراد طاقم الدعم إلى الفضاء ضمن برنامج أبولو، إذ كانوا ينتظرون بدء برنامج المكوك الفضائي للطيران إلى الفضاء.

### فريق التحكم بالمهمة
كان مديرو رحلة أبولو 15:
- جيري غريفين،[22] الفريق الذهبي[ALFJ 1]
- ميلتون ويندلر،[22] الفريق الكستنائي[ALFJ 1]
- غلين لاني،[22] الفريق الأسود[ALFJ 2]
- جين كرانز،[22] الفريق الأبيض[ALFJ 3]

خلال البعثات، كان مسؤولو الاتصال بالكبسولة (CAPCOMs)، وهم رواد فضاء دائمًا، فقط من يتحدثون إلى طاقم البعثة في الظروف العادية. وفي بعثة أبولو 15، كان مسؤولو الاتصال بالكبسولة ألين، وبراند، وسي. غوردن فولرتون، وغوردن، وهينايز، وإدجار ميتشيل، وباركر، وشميت، وألان بي. شيبرد.

## التخطيط والتدريب
دعا شميت، وغيره من رواد الفضاء العلماء، إلى منح الجانب علمي مكانة أكبر في بعثات أبولو الأولى. وغالبًا ما كان رواد الفضاء يتفاعلون مع هذا الاقتراح بعدم اهتمام، أو كانوا يظنون أن هناك أولويات أخرى يمكن أن تحل محل الجانب العلمي. أدرك شميت أن الأمر بحاجة إلى مدرس خبير قادر على إشعال حماسة رواد الفضاء، واتصل بالعالم الجيولوجي من معهد كاليفورنيا للتقنية، لي سيلفر، وقدمه شميت إلى قائد بعثة أبولو 13، جيم لوفل، وطيار الوحدة القمرية بالبعثة، فريد هايس، ثم قدمه مرةً أخرى خلال تدريبات بعثتهما إلى القمر. أراد لوفل وهايس الذهاب في بعثة استكشافية ميدانية مع سيلفر، وأصبح الجانب الجيولوجي جزءًا كبيرًا من تدريبهما. تولى العالم الجيولوجي المصري الأمريكي فاروق الباز تدريب طيار وحدة القيادة للطاقم الرئيسي للبعثة، كين ماتينغلي؛ لإبلاغه بالملاحظات الجيولوجية المُخطط رصدها من المدار القمري. ولم يستغل الطاقم هذه المهارات الجديدة المكتسبة في الأغلب؛ بسبب وقوع انفجار أدى إلى إتلاف مركبة أبولو 13 الفضائية، ما أجبر الطاقم على إلغاء البعثة. كان طيار وحدة القيادة لبعثة أبولو 14، ستوارت روزا، متحمسًا للجانب الجيولوجي من البعثة، ولكن لم يكن قائد البعثة، شيبرد، متحمسًا بهذا القدر.
خصص سكوت، ووردن، وإروين وقتًا كبيرًا من تدريبهم لبعثة أبولو 15 للجانب الجيولوجي وطرق جمع العينات؛ نظرًا لدرايتهم المسبقة بمركبة أبولو الفضائية، إذ كانوا طاقمًا احتياطيًا لبعثة أبولو 14. عزم سكوت على إحضار طاقمه أكبر كمية ممكنة من البيانات العلمية، والتقى بسيلفر في أبريل 1970 للبدء في التخطيط للتدريب الجيولوجي. أصبح شميت على دراية بهذه التفاصيل عند تعيينه طيارًا للوحدة القمرية بالطاقم الاحتياطي لبعثة أبولو 15، ما سمح له بإثارة روح المنافسة بين الطاقم الرئيسي والاحتياطي. وأدى إلغاء بعثتين من برنامج أبولو في سبتمبر 1970 إلى تحويل بعثة أبولو 15 إلى بعثة من فئة جيه، والتي ستقضي وقتًا أطول على سطح القمر، كما ستتضمن أول عربة قمرية متجولة (LRV). رحب سكوت بهذا التعديل، وطبقًا لحديث ديفيد وست رينولدز حول برنامج أبولو، كان سكوت «أكبر من مجرد كونه طيارًا ماهرًا. إذ كانت لديه روح المستكشف الحقيقي»، وكان عازمًا على تحقيق أقصى استفادة من بعثة الفئة جيه. استلزمت الحاجة الزائدة للاتصالات، بالإضافة إلى التجارب المُخططة والعربة المتجولة، إعادة بناء تقريبًا لمحطة مراقبة نهر العسلة في أستراليا.

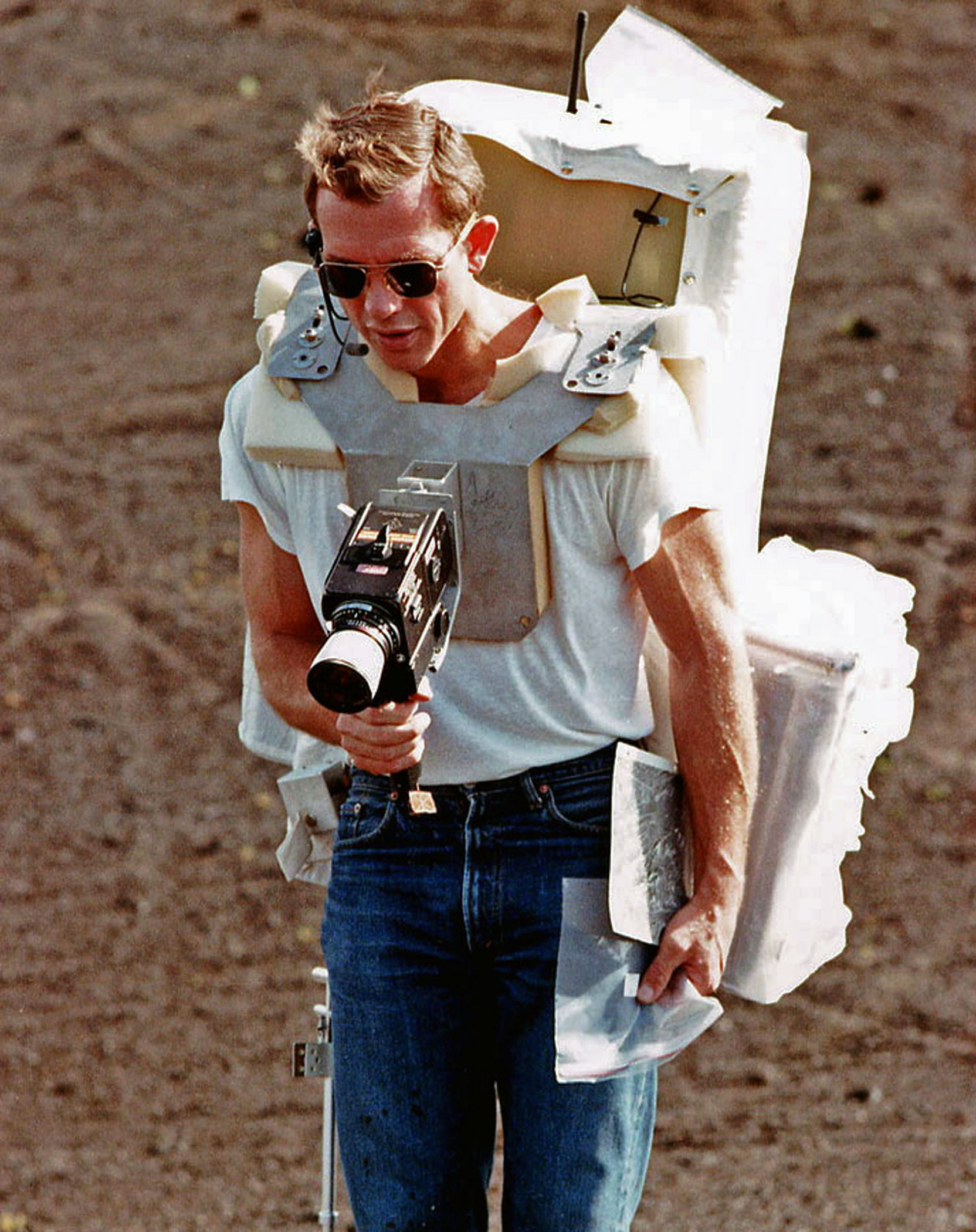
القائد ديفيد سكوت يلتقط صورةً فوتوغرافيةً خلال التدريب الجيولوجي في هاواي، ديسمبر 1970

ذهب الطاقم في الرحلات الميدانية الجيولوجية مرةً في الشهر تقريبًا على مدار فترة التدريب التي بلغت 20 شهرًا. وفي البداية، كان سيلفر يأخذ القادة وطياري الوحدة القمرية، من الطاقم الرئيسي والطاقم الاحتياطي، إلى المواقع الجيولوجية في أريزونا ونيومكسيكو، كأنه درس جيولوجي ميداني عادي، ولكن مع الاقتراب من موعد الإطلاق، أصبحت هذه الرحلات أكثر واقعيةً. بدأت الأطقم في ارتداء نماذج تجريبية من حقائب الظهر التي سيحملونها في الفضاء، وكانوا يتواصلون باستخدام أجهزة اللاسلكي مع مسؤولي الاتصال الكبسولة في خيمة مخصصة لهم. ورافق مسؤولي الاتصال بالكبسولة عالم جيولوجيا لا يعلم أي تفاصيل عن هذه المنطقة، وبالتالي سيعتمد على أوصاف رواد الفضاء لتفسير ملاحظاتهم، ولتعريف أفراد الطاقم بكيفية وصف المناظر الطبيعية للأشخاص الذين لا يستطيعون رؤيتها. اعتبر سكوت نفسه مولعًا بهذا المجال بشكل كبير، وبالتالي تمكن من الاستمتاع بالتدريب الجيولوجي الميداني.
اتُخذ قرار هبوط البعثة بأخدود هادلي القمري في سبتمبر 1970. ضيقت لجنة اختيار موقع الهبوط مجال اختياراتها إلى موقعين؛ أخدود هادلي القمري، وهو قناة عميقة على حافة بحر الأمطار بالقرب من جبال الأبينيني القمرية، أو فوهة ماريوس، وتقع بالقرب منها مجموعة من القباب المنخفضة، والبركانية على الأغلب. وبالرغم أنه لن يقرر الاختيار النهائي لموقع الهبوط، كان لرأي قائد البعثة دائمًا تأثير كبير على هذا الاختيار. وبالنسبة لديفيد سكوت، كان الاختيار واضحًا، فأخدود هادلي «كان متنوعًا بشكل أكبر. وهناك صفة معينة غير ملموسة تغذي روح الاستكشاف، وشعرت أن هادلي يتمتع بهذه الصفة. ويتسم هذا الأخدود أيضًا بالجمال، وعادةً عندما تظهر الأشياء بصورة جميلة؛ تكون جميلةً أيضًا في الواقع». وقع الاختيار على أخدود هادلي القمري بالرغم من عدم امتلاك ناسا لصور عالية الدقة لهذا الموقع؛ ولم تتوفر هذه الصور قبل البعثة بسبب عدم استواء هذا الموقع بشكل كبير، ما جعل ناسا تتجنب المخاطرة بإرسال أي من بعثات أبولو الأولى هناك. استلزمت المسافة القريبة بين جبال الأبينيني القمرية وأخدود هادلي أن تكون زاوية مسار الاقتراب والهبوط 26 درجةً، وبالتالي كانت أكثر انحدارًا منها في بعثات أبولو السابقة، والتي كانت تبلغ 15 درجةً فقط.
أدت هذه المهمة الموسعة إلى قضاء ووردن أغلب أوقاته في منشآت شركة نورث أمريكان روكويل في داوني بكاليفورنيا، حيث كانت وحدة القيادة والخدمة قيد التشييد. وأخذ ووردن نوعًا مختلفًا من التدريب الجيولوجي. وخلال عمله مع فاروق الباز، درس ووردن الخرائط والصور الفوتوغرافية للفوهات التي سيمر فوقها في أثناء دورانه وحيدًا داخل وحدة القيادة والخدمة حول القمر. تعلم ووردن كيفية وصف المعالم القمرية بطريقة يمكن أن تكون مفيدةً للعلماء الذين سيسمعون إرسالاته اللاسلكية إلى الأرض، بينما كان فاروق الباز يسمعه ويعطيه بعض التعليقات. رأى ووردن أن فاروق الباز كان معلمًا ممتعًا وملهمًا. وكان ووردن يرافق أفراد طاقمه عادةً في رحلاتهم الجيولوجية الميدانية، ولكن في الأغلب كان يبقى على متن طائرة تحلق بالأعلى، ليصف المعالم والمناظر الطبيعية مع محاكاة الطائرة للسرعة التي ستتحرك بها المناظر الطبيعية القمرية التي ستمر أسفل وحدة القيادة والخدمة في مدارها القمري.
أدت متطلبات التدريب إلى توتر الحياة الزوجية لووردن وإروين؛ وسعى كلاهما إلى نصيحة سكوت، خوفًا من إمكانية تهديد الطلاق لموقعهما في البعثة؛ لأن الطلاق لن يعرض الصورة التي أرادت وكالة ناسا إظهارها حول رواد الفضاء. استشار سكوت مدير عمليات طاقم الرحلة، ديك سلايتون، وهو مديرهم المباشر، وأخبره سلايتون أن المهم هو أن يؤدي رواد الفضاء مهامهم فقط. وبالرغم من تغلب إروين وزوجته على هذه الصعوبات بحياتهما الزوجية، انتهى زواج ووردن وزوجته بالطلاق قبل البعثة.

## العتاد

### المركبة الفضائية

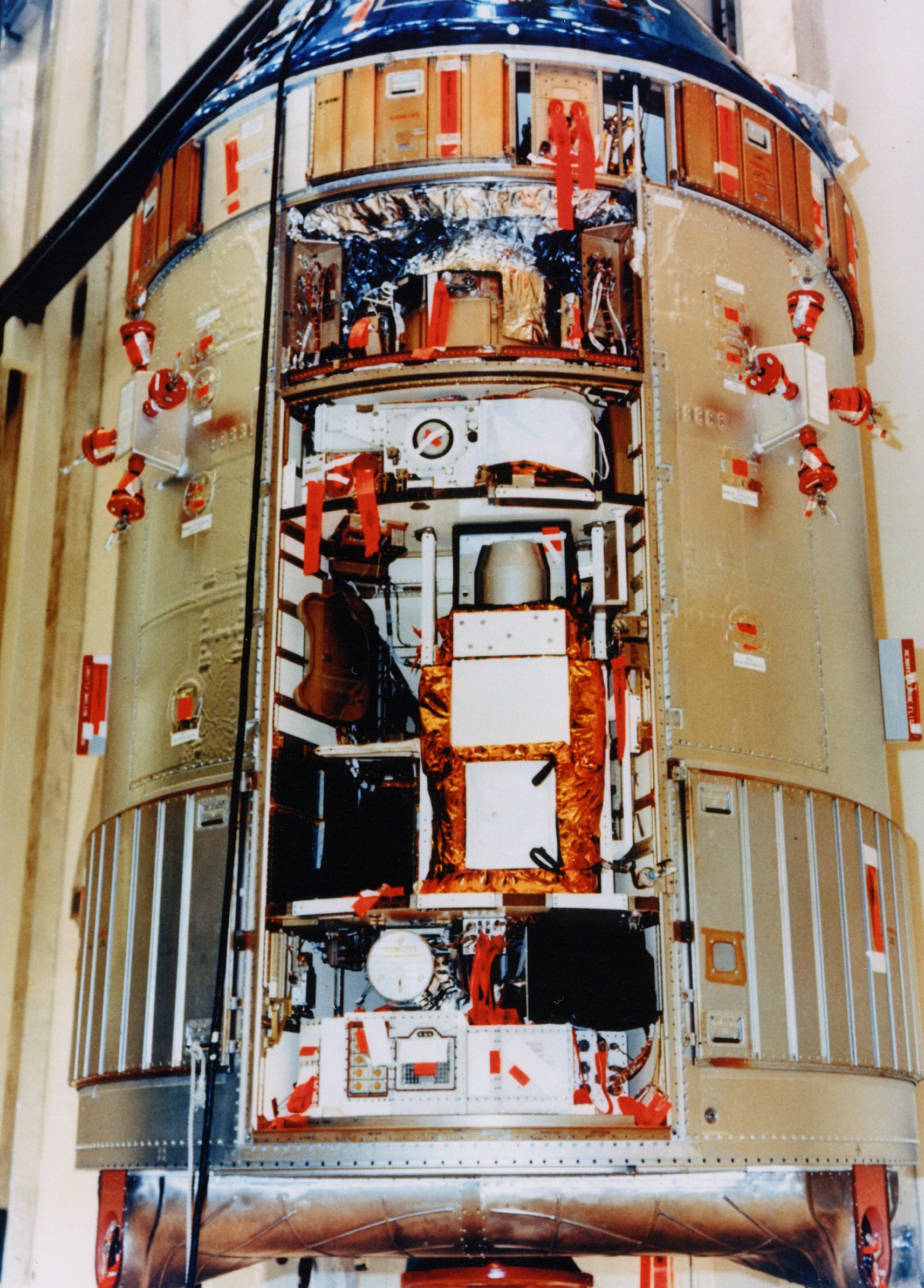
جناح وحدة الأجهزة العلمية بوحدة الخدمة لأبولو 15

استخدمت أبولو 15 وحدة القيادة والخدمة «سي إس إم 112»، وأخذت رمز نداء إنديفور، نسبةً إلى سفينة إتش إم إس إنديفور؛ ووحدة قمرية «إل إم 10»، برمز نداء فالكون، نسبةً إلى تميمة حظ أكاديمية القوات الجوية الأمريكية. شرح سكوت اختيار اسم إنديفور على أساس أن قبطان السفينة، جيمس كوك، كان قبطانًا لأول رحلة بحرية علمية خالصة، وكانت بعثة أبولو 15 أول بعثة هبوط قمرية تتضمن تركيزًا كبيرًا على المهام العلمية. أخذت بعثة أبولو 15 معها قطعةً خشبيةً صغيرةً من سفينة كوك، بينما حملت فالكون ريشتي صقر إلى القمر اعترافًا بخدمة الطاقم في القوات الجوية.
واجه فنيو مركز كينيدي للفضاء بعض المشاكل مع أجهزة جناح وحدة الأجهزة العلمية بوحدة الخدمة. وصلت بعض الأجهزة في وقت متأخر، وسعى المفتشون الرئيسيون أو ممثلو مقاولي وكالة ناسا إلى إجراء المزيد من الاختبارات لتنفيذ بعض التغييرات الصغيرة. نشأت المشاكل الميكانيكية بسبب اضطرار وكالة ناسا إلى اختبار الأجهزة التي ستعمل في الفضاء على سطح الأرض. وعلى سبيل المثال، كان من الممكن فقط اختبار الأذرع الطويلة، التي يبلغ طولها 7.5 متر، والخاصة بمطيافي الكتلة وأشعة غاما باستخدام المعدات التي حاولت محاكاة البيئة الفضائية، وفي الفضاء، فشل الطاقم في سحب ذراع مطياف الكتلة بشكل كامل عدة المرات.
وعلى الوحدة القمرية، كان حجم خزاني الوقود والعامل المؤكسد كبيرًا على كلتا مرحلتي الهبوط والصعود، وكانت فوهة المحرك أيضًا بوحدة الهبوط أكبر حجمًا مقارنةً بالبعثات السابقة. أُضيفت البطاريات والخلايا الشمسية لزيادة الطاقة الكهربائية. وأدت كل هذه التعديلات إلى زيادة وزن الوحدة القمرية لأبولو 15 إلى 16000 كيلوغرام، أي أنها كانت أثقل من الوحدات القمرية للبعثات السابقة بنحو 1800 كيلوغرام.
وإن كانت أبولو 15 ضمن البعثات «إتش»، كانت ستستخدم وحدة القيادة والخدمة «سي إس إم 111»، والوحدة القمرية «إل إم 9». استُخدمت وحدة القيادة والخدمة سي إس إم 111 في مشروع أبولو سويوز التجريبي عام 1975، بينما ظلت الوحدة القمرية إل إم 9 غير مستخدمة، وتُعرض الآن في مجمع زوار مركز كينيدي للفضاء. تُعرض إنديفور الآن في المتحف الوطني للقوات الجوية الأمريكية بقاعدة رايت باترسون للقوات الجوية في مدينة دايتون بولاية أوهايو.

### مركبة الإطلاق
لُقب صاروخ ساتورن 5 الذي أطلق بعثة أبولو 15 بالرمز «إس إيه 510»، وهو النموذج العاشر الجاهز للإطلاق من هذا الصاروخ. ولأن حمولة هذا الصاروخ أكبر منها في البعثات السابقة، أُجريت بعض التعديلات على مسار إطلاقه. أُطلق الصاروخ في اتجاه جنوبي بزاوية أكبر مقارنةً بالبعثات السابقة، بزاوية سمت بين 80 إلى 100 درجةً، وخُفض مدار الوقوف الأرضي إلى ارتفاع 166 كيلومترًا تقريبًا. وسمح هذان التعديلان بإمكانية زيادة حمولة الإطلاق بمقدار 500 كيلوغرام. خُفضت الكميات الاحتياطية من المادة الدافعة، كما خُفض عدد الصواريخ الكابحة بالمرحلة الأولى «إس 1 سي» من ثمانية إلى أربعة صواريخ كابحة، والتي كانت تستخدم في فصل المرحلة الأولى المستهلكة عن المرحلة الثانية «إس 2». ستعمل المحركات الصاروخية الأربعة الخارجية للمرحلة إس 1 سي لمدة أطول، كما سيعمل المحرك الصاروخي المركزي لمدة أطول أيضًا. أُجريت التعديلات أيضًا على المرحلة إس 2 لتثبيط تذبذبات بوغو.
وبمجرد تثبيت كافة الأنظمة على ساتورن 5، نُقل الصاروخ من مبنى تجهيز المركبات (VAB) إلى موقع الإطلاق؛ مجمع الإطلاق 39 إيه. وخلال أواخر يونيو وأوائل يوليو 1971، ضُرب الصاروخ وبرج الإطلاق السُري (LUT) بالبرق أربع مرات على الأقل. ولم يكن هناك أي تلفيات بالمركبة، ولكن وقعت تلفيات صغيرة فقط بمعدات الدعم الأرضي.

### البدلات الفضائية
ارتدى رواد فضاء بعثة أبولو 15 بدلات فضائية معاد تصميمها. ففي جميع بعثات أبولو السابقة، بما يشمل البعثات غير القمرية، كان القائد وطيار الوحدة القمرية يرتديان بدلةً مزودةً بنظام دعم الحياة، ونظام التبريد السائل، بالإضافة إلى وصلات الاتصالات في صفين متوازيين من أصل ثلاثة صفوف من الوصلات. وفي أبولو 15، لُقبت البدلات الجديدة بالرمز «إيه 7 إل بي»، وكانت وصلاتها مُرتبةً في أزواج من المثلثات. وساعد هذا التنظيم الجديد، بجانب نقل زمام الدخول المنزلق الخاص بارتداء البدلة (الذي كان يتحرك حركةً من أعلى إلى أسفل في البدلات القديمة) ليتحرك قطريًا من الكتف الأيمن إلى الورك الأيسر، على سهولة ارتداء وخلع البدلة في المساحات الضيقة المحدودة داخل المركبة الفضائية. وسمح هذا التنظيم أيضًا بإضافة مفصل جديد عند منطقة الخصر، ليسمح لرواد الفضاء بالانحناء كليًا، كما سهل جلوس رواد الفضاء أيضًا على متن العربة المتجولة. سمحت حقائب الظهر المطورة بأنشطة سير على القمر لفترات أطول. وكما هو الحال في بعثة أبولو 13 وما تلاها، كانت بدلة القائد مميزةً بشريط أحمر على الخوذة، والأذرع، والسيقان.
ارتدى ووردن بدلةً مشابهةً للبدلة التي ارتداها رواد فضاء بعثة أبولو 14، ولكن عُدلت واجهتها بإضافة معدات خاصة بأبولو 15. لم تتضمن بدلة ووردن العتاد اللازم للأنشطة خارج المركبة على سطح القمر، مثل رداء التبريد السائل؛ إذ كان مخططًا أن ينفذ ووردن نشاطًا واحدًا خارج المركبة لاستخراج خراطيش الأفلام من جناح وحدة الأجهزة العلمية خلال رحلة العودة إلى الأرض.

### العربة القمرية المتجولة

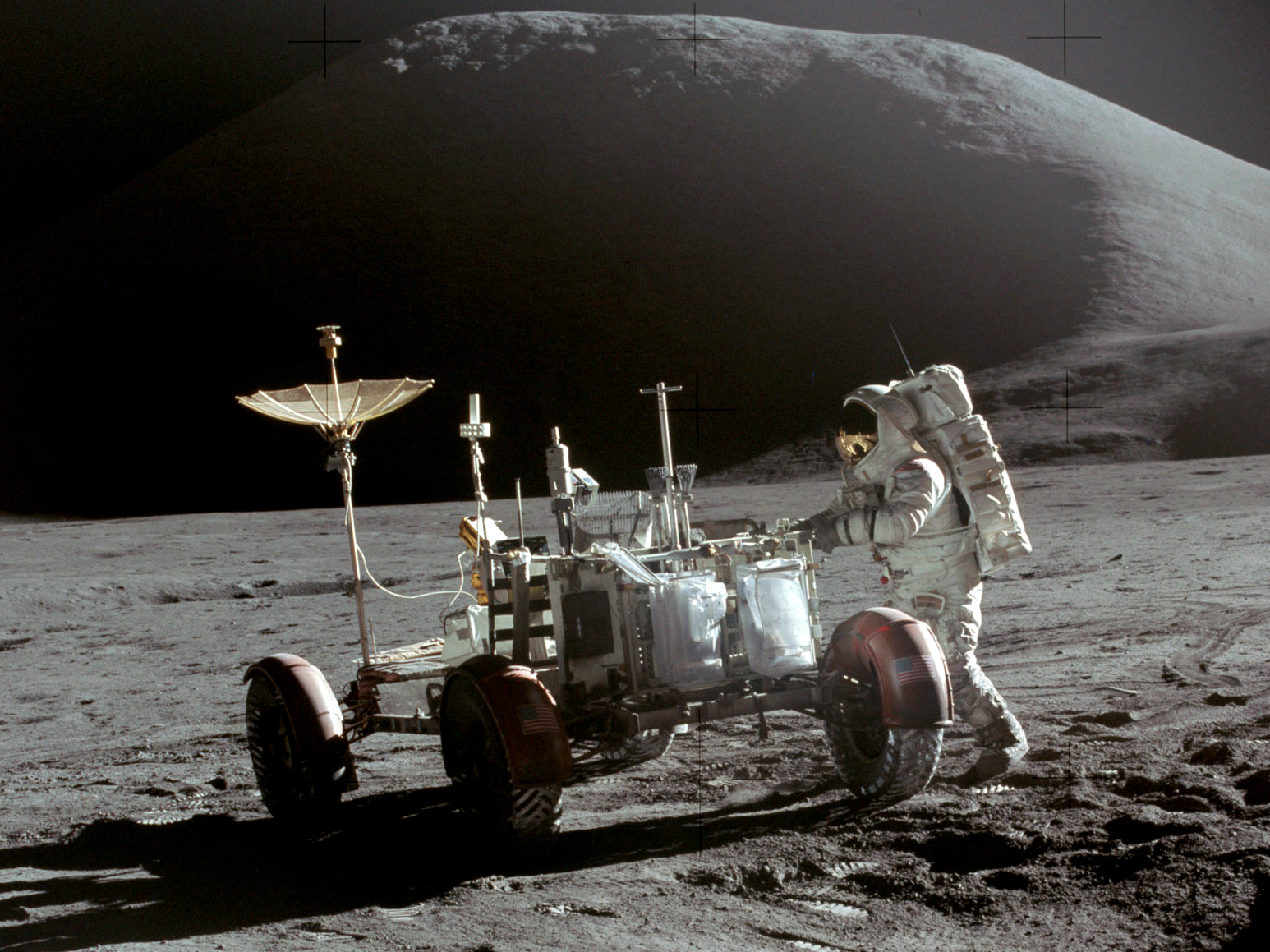
إروين مع العربة القمرية المتجولة على القمر

فكرت ناسا في بناء مركبة قادرة على العمل على سطح القمر منذ أوائل ستينيات القرن العشرين. وسُميت نسخة أولية منها مولاب (MOLAB)، وكانت تتضمن مقصورةً مغلقةً وبلغت كتلتها 2700 كيلوغرام تقريبًا؛ واختُبرت بعض النماذج المبدئية المصغرة منها في أريزونا. ومع اتضاح أن وكالة ناسا لن تنشئ قاعدةً قمريةً قريبًا، أصبحت هذه المركبة غير ضرورية. ومع ذلك، ستحسن العربة المتجولة من بعثات الفئة جيه، التي كان مخطط لها أن تركز على المهام العلمية، ولكن ستكون كتلتها محدودةً بنحو 230 كيلوغرامًا فقط، ولم يكن من الواضح آنذاك أن هذه المركبة الخفيفة للغاية ستكون مفيدةً. لم تقرر ناسا البدء في تطوير العربة المتجولة حتى مايو 1969، عندما تمكنت بعثة أبولو 10، التي كانت بعثةً تجريبيةً لبعثات الهبوط على القمر، من العودة إلى الأرض من المدار القمري. حصلت شركة بوينغ على عقد بتطوير ثلاث عربات متجولة على أساس التكلفة المضافة؛ وكانت تجاوزات التكلفة (خاصةً في نظام الملاحة) تعني أن التكلفة النهائية الإجمالية للعربات الثلاث ستصل إلى 40 مليون دولار تقريبًا. جذبت هذه التجاوزات في التكلفة انتباه الإعلام بشكل كبير، في فترة تتسم بضجر شديد من الشعب تجاه البرنامج الفضائي، عندما كانت ميزانية وكالة ناسا قيد التخفيض.
يمكن طي العربة القمرية المتجولة لوضعها في مساحة 1.5 متر في 0.5 متر. بلغ وزن العربة فارغةً 209 كيلوغرامات، ووصل وزنها إلى 700 كيلوغرام عند حمل رائدي فضاء مع معداتهما. كانت كل عجلة من العربة مُزودةً بمحرك كهربائي بقدرة ربع حصان (200 واط). وبالرغم من إمكانية قيادة العربة بواسطة أي رائد فضاء على متنها، تولى قائد البعثة دائمًا هذه المهمة.  كانت سرعة العربة تتراوح بين 10 إلى 12 كيلومترًا في الساعة، ما يعني أنها مكنت الطاقم للمرة الأولى من التنقل بعيدًا عن مركبة الهبوط، مع إتاحة الوقت الكافي لإجراء بعض التجارب العلمية. حملت عربة أبولو 15 المتجولة لوحةً معدنيةً، وكُتب عليها: «أول عجلات بشرية على القمر، نُقلت على متن فالكون، يوم 30 يوليو 1971». وخلال عمليات الاختبار قبل الإطلاق، زودت العربة القمرية المتجولة بدعامات إضافية، خوفًا من انهيارها إذا جلس عليها أحد الأفراد في ظل الظروف الأرضية.

### القمر الاصطناعي الفرعي للجسيمات والمجالات

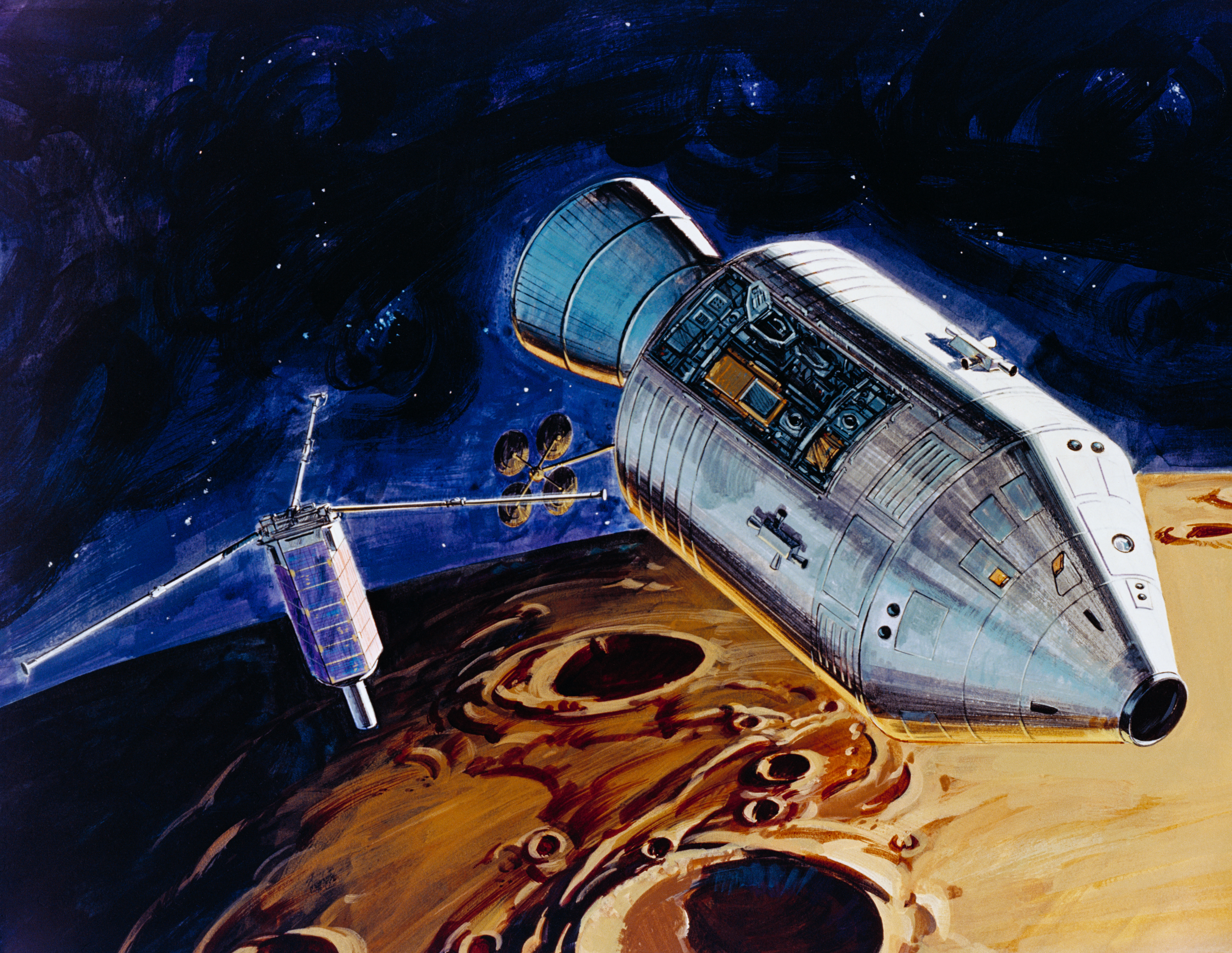
تصور فنان لإطلاق القمر الاصطناعي الفرعي

كان القمر الاصطناعي الفرعي للجسيمات والمجالات (PFS-1)، ببعثة أبولو 15، قمرًا اصطناعيًا صغيرًا أُطلق إلى المدار القمري من جناح وحدة الأجهزة العلمية قبل مغادرة البعثة المدار القمري مباشرةً للعودة إلى الأرض. كان الغرض الرئيسي من هذ القمر الاصطناعي دراسة البلازما، والجسيمات، وبيئة المجال المغناطيسي للقمر، بالإضافة إلى تخطيط مجال جاذبية القمر. وتحديدًا، كان هذا القمر يقيس شدة البلازما والجسيمات ذات الطاقة العالية واتجاه المجالات المغناطيسية، كما أنه سهل تتبع سرعة القمر الاصطناعي بدقة عالية. كانت إحدى المتطلبات الأساسية لهذا القمر الاصطناعي أن يجمع البيانات الخاصة بالمجالات والجسيمات الموجودة في كل مكان بمداره حول القمر. وبالإضافة إلى قياس المجالات المغناطيسية، احتوى القمر الاصطناعي على مستشعرات لدراسة تركيزات الكتل الخاصة بالقمر، أو الماسكونات القمرية. استقر القمر الاصطناعي في مداره القمري وأرسل البيانات إلى الأرض منذ يوم 4 أغسطس 1971 حتى يناير 1973، عندما اضطر فريق الدعم الأرضي إلى إنهاء تشغيله بعد وقوع عدة أعطال بإلكترونيات القمر الاصطناعي الفرعي. ويُعتقد أن هذا القمر الاصطناعي قد سقط مرتطمًا بسطح القمر في وقت ما بعد ذلك.

## معالم البعثة

### الإطلاق ورحلة الذهاب
أُطلقت بعثة أبولو 15 يوم 26 يوليو 1971 في الساعة 9:34 صباحًا حسب توقيت المنطقة الزمنية الشرقية (EDT) من مركز كينيدي للفضاء بجزيرة ميريت بولاية فلوريدا. كان الإطلاق في بداية مبكرة جدًا من نافذة الإطلاق التي كانت تبلغ ساعتين و37 دقيقةً، والتي تسمح للبعثة بالوصول إلى القمر في ظروف ضوئية مثالية عند أخدود هادلي القمري في حالة تأجيل الإطلاق إلى نافذة أخرى في يوم 27 يوليو، ولن يمكن تأجيل البعثة مرةً أخرى حتى أواخر شهر أغسطس. استيقظ رواد الفضاء قبل الإطلاق بخمس ساعات وربع ساعة بواسطة ديك سلايتون، وبعد تناول الإفطار وارتداء البدلات الفضائية، نُقل الطاقم إلى المنصة 39 إيه، وهي موقع إطلاق البعثات السبع السابقة للهبوط على القمر، ودخل الطاقم إلى المركبة الفضائية قبل الإطلاق بنحو 3 ساعات. ولم يكن هناك أي تأجيلات مفاجئة خلال العد التنازلي للإطلاق.
في الدقيقة 000:11:36 من المهمة، أُغلق محرك المرحلة الصاروخية إس 4 بي، لتستقر مركبة أبولو 15 الفضائية في مدار الوقوف المحدد لها بالمدار الأرضي المنخفض. وظلت البعثة في هذا المدار لمدة ساعتين وأربعين دقيقةً، ما سمح للطاقم، وهيوستن عبر وسائل القياس عن بعد، بفحص أنظمة المركبة الفضائية. وفي الساعة 002:50:02.6 من المهمة، أُعيد تشغيل محرك إس 4 بي للدخول في المدار القمري الانتقالي (TLI)، ما جعل مركبة أبولو 15 الفضائية تتخذ مسارها إلى القمر. وأتمت المركبة دورةً ونصف في مدارها حول الأرض قبل دخولها في المدار القمري الانتقالي.
ظلت وحدة القيادة والخدمة والوحدة القمرية متصلتين بالمعزز إس 4 بي شبه المستهلك. وبمجرد دخول المدار القمري الانتقالي، وبعد وضع المركبة الفضائية في مسارها إلى القمر، فصلت الأربطة المتفجرة وحدة القيادة والخدمة عن المعزز، مع تشغيل ووردن للمحركات الدافعة للوحدة لدفعها بعيدًا عن المعزز. ناور ووردن بوحدة القيادة والخدمة للالتحام بالوحدة القمرية المثبتة على نهاية المعزز، ثم انفصلت الوحدتان الملتحمتان عن المعزز عن طريق الروابط المتفجرة. وبعد انفصال أبولو 15، ناور المعزز بعيدًا عنها، وكما هو مُخطط، ارتطم المعزز بسطح القمر بعد ساعة تقريبًا من دخول مركبة أبولو في المدار القمري، ولكنه سقط على مسافة 146 كيلومترًا من موقع السقوط المُخطط له نتيجةً لخلل بالمعزز. رُصد ارتطام المعزز بسطح القمر باستخدام مقياسي الزلازل اللذين تُركا على سطح القمر بواسطة بعثتي أبولو 12 وأبولو 14، لتقديم البيانات العلمية المفيدة.
كان هناك تحذيرًا ضوئيًا بوقوع خطأ وظيفي في نظام دفع الخدمة (SPS) بالمركبة؛ وبعد التدخل لاكتشاف المشكلة وإصلاحها، شغل رواد الفضاء محركات النظام تشغيلًا اختباريًا، والذي استُخدم أيضًا لتصحيح مسار المركبة في منتصف الرحلة. حدث هذا في الساعة 028:40:00 من المهمة. وبسبب الخوف من أن هذا الضوء التحذيري يشير إلى احتمالية تشغيل نظام دفع الخدمة بشكل غير متوقع، تجنب رواد الفضاء استخدام دوافع التحكم بالجانب الذي يظهر فيه التحذير الضوئي، على أن تُشغل هذه الدوافع فقط في عمليات الدفع الكبرى بتحكم يدوي من الطاقم. وبعد عودة البعثة، تبين أن هذا الخلل كان بسبب انحصار جزء صغير جدًا من أحد الأسلاك داخل مفتاح التشغيل.

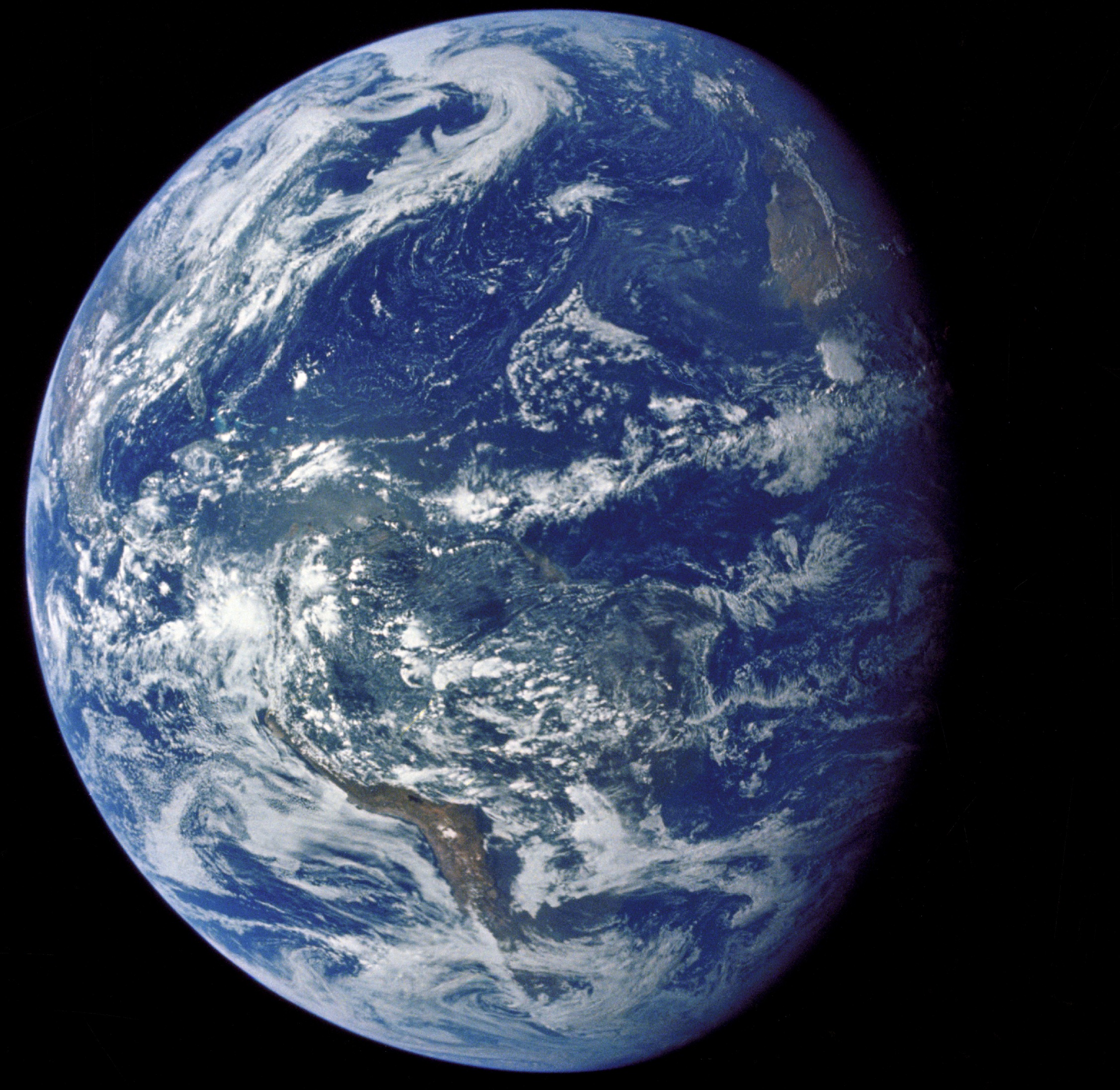
صورة للأرض ملتقطة خلال المدار القمري الانتقالي

بعد تطهير وتجديد جو الوحدة القمرية لإزالة أي تلوث، انتقل رائدا الفضاء إلى الوحدة القمرية بعد 34 ساعة تقريبًا من بداية المهمة، وكانا بحاجة إلى فحص حالة المعدات ونقل الأغراض التي ستكون مطلوبةً للعمل على سطح القمر. بُث أغلب هذا العمل عبر التلفاز إلى الأرض، وكان ووردن مسؤولًا عن التصوير. اكتشف الطاقم كسرًا بالغطاء الخارجي على شريط قياس الارتفاع، وشريط قياس معدل تغير الارتفاع. وكانت هذه مشكلةً كبيرةً؛ فبجانب أنها إحدى أهم المعدات على المركبة، التي تقدم معلومات هامة بخصوص المسافة ومعدل الهبوط، والتي يمكن أن تعمل بشكل غير صحيح، كان هناك أيضًا بعض الشظايا الزجاجية الصغيرة الطافية داخل الوحدة. كان من المفترض أن يكون شريط القياس داخل وعاء من الهيليوم، ولكن بسبب هذا الكسر، أصبح محاطًا بالأكسجين الخاص بالوحدة القمرية. تحققت بعض الاختبارات على سطح الأرض من إمكانية عمل الجهاز بطريقة سليمة في هذه الظروف، وتمكن الطاقم من إزالة أغلب الشظايا الزجاجية باستخدام مكنسة كهربائية وأشرطة لاصقة.
وحتى هذه النقطة، كانت المشاكل التي واجهت البعثة بسيطةً، ولكن في الساعة 61:15:00 من المهمة، مساء يوم 28 يوليو في هيوستن، اكتشف سكوت تسريبًا في نظام الماء عند التحضير لإضافة الكلور إلى الإمداد المائي. لم يتمكن الطاقم من تحديد موقع التسريب، وكان من الممكن أن تصبح هذه المشكلة مشكلةً كبيرةً. وجد خبراء هيوستن حلًا للمشكلة، وتمكن الطاقم من تنفيذ هذا الحل بنجاح. مُسحت المياه المسربة باستخدام المناشف، ثم وُضعت في النفق بين وحدة القيادة والوحدة القمرية لتجف، وذكر سكوت أن هذا المنظر بدا وكأنه ملابس مغسولة لشخص ما.
وفي الساعة 073:31:14 من المهمة، نفذ الطاقم تصحيحًا ثانيًا لمسار المركبة في منتصف الرحلة، واستغرق تشغيل المحركات أقل من ثانية واحدة خلال هذا التصحيح. وبالرغم من إتاحة أربع فرص لتصحيح مسار المركبة في منتصف رحلتها بعد الدخول في المدار القمري الانتقالي، احتاج الطاقم إلى تنفيذ تصحيحين فقط. اقتربت أبولو 15 من القمر يوم 29 يوليو، وشُغلت المحركات لدخول المدار القمري (LOI) باستخدام نظام دفع الخدمة عند الجانب البعيد من القمر، خارج نطاق الاتصال اللاسلكي مع الأرض. وإذا لم تُشغل المحركات، ستظهر المركبة بعد عبورها خلف القمر لتعود مرةً أخرى إلى نطاق الاتصال اللاسلكي مع الأرض على نحو أسرع مما هو متوقع؛ وبالتالي، سيكون استمرار انقطاع الاتصال بالمركبة مؤشرًا لفريق التحكم بالمهمة على تشغيل المركبة لمحركاتها بنجاح. وعند استئناف الاتصال، لم يرسل سكوت تفاصيل عملية الدفع في البداية، ولكنه تحدث منبهرًا بجمال القمر، ما دفع قائد أبولو 14 ألان شيبرد، والذي كان في انتظار مقابلة تليفزيونية، أن يقول متذمرًا: «كفانا هذا الهراء، أعطنا تفاصيل عملية الدفع». بدأت عملية الدفع التي استمرت 398.36 ثانية في الساعة 073:31:46.7 من المهمة على ارتفاع 160.6 كيلومتر من القمر، وأدخلت هذه العملية أبولو 15 في مدار قمري إهليجي بين 315 كيلومترًا و106.9 كيلومتر من سطح القمر.

### المدار القمري والهبوط

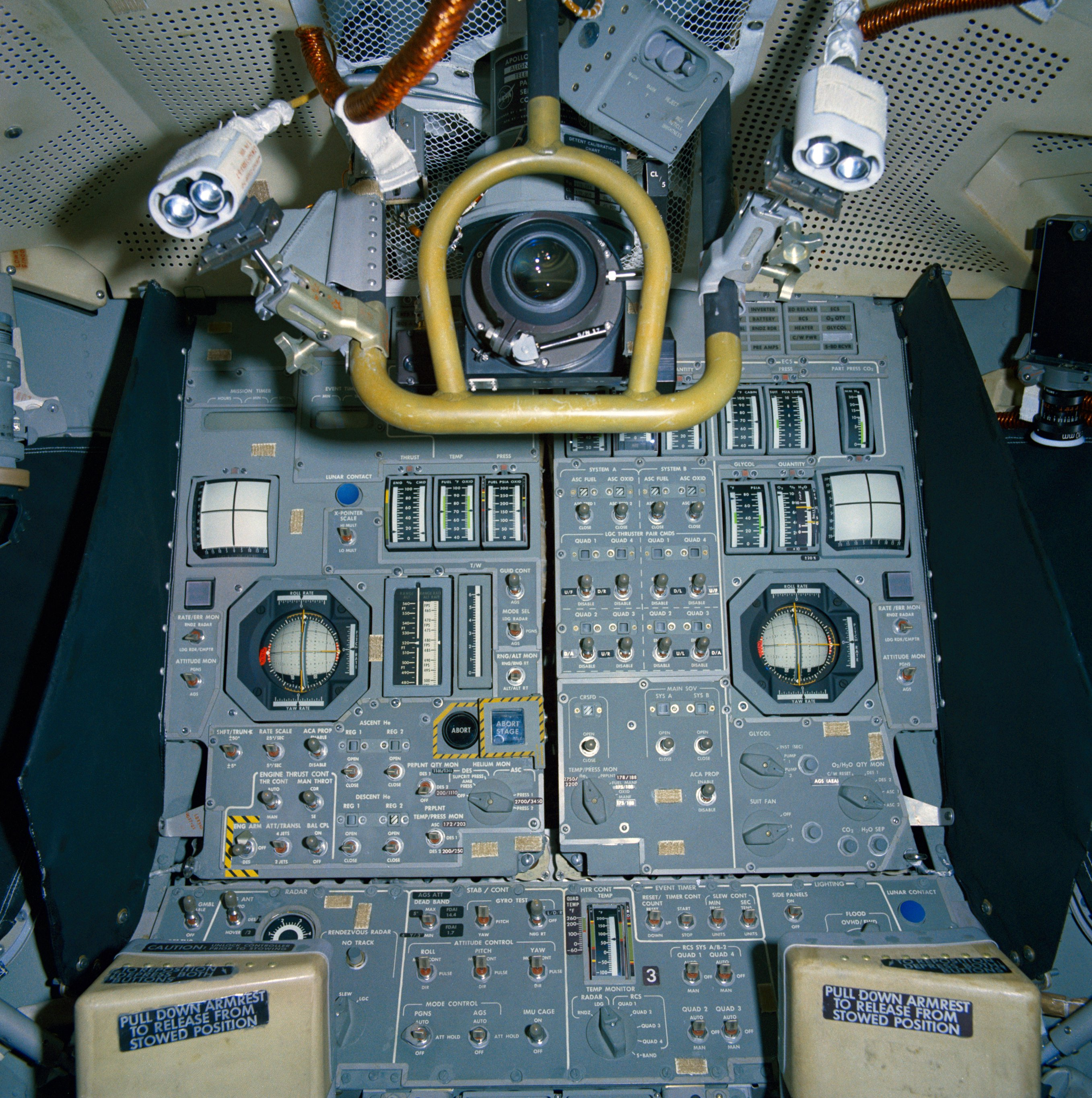
مقصورة فالكون من الداخل

في أبولو 11 و12، انفصلت الوحدة القمرية عن وحدة القيادة والخدمة وانخفضت إلى مدار أقل ارتفاعًا، حيث بدأت الوحدة محاولتها للهبوط على القمر؛ ولتوفير الوقود في مركبات الهبوط ذات الكتل العالية بدءًا من أبولو 14، تولى نظام دفع الخدمة المُثبت بوحدة الخدمة تنفيذ مهام الدفع لهذه المناورة، والمعروفة بدخول مدار الهبوط (DOI)، مع استمرار اتصال الوحدة القمرية بوحدة القيادة والخدمة. كانت نقطة الأوج للمدار المبدئي القمري لمركبة أبولو 15، أو النقطة المدارية العليا، فوق موقع هبوط المركبة عند هادلي؛ ونفذ الطاقم عملية دفع عند النقطة المقابلة لها بالمدار، ليصبح أخدود هادلي أسفل نقطة الحضيض المداري للمركبة، أو النقطة المدارية الدنيا. نُفذت عملية الدفع لدخول مدار الهبوط في الساعة 082:39:49.09 من المهمة، واستغرقت 24.53 ثانية؛ وأصبحت نقطة الأوج للمدار الناتج على ارتفاع 108.3 كيلومتر ونقطة الحضيض على ارتفاع 17.8 كيلومتر. نال الطاقم قسطًا من الراحة خلال الليلة بين يومي 29 و30 يوليو، واتضح لمركز التحكم بالمهمة أن الماسكونات القمرية كانت تُزيد من إهليجية مدار أبولو 15؛ إذ أصبحت نقطة الحضيض المداري للمركبة على ارتفاع 14.1 كيلومتر عندما استيقظ الطاقم يوم 30 يوليو. ومع عدم التأكد من الارتفاع الدقيق لتضاريس موقع الهبوط، كان من المُفضل تعديل مدار المركبة. نفذ الطاقم هذه العملية، باستخدام دوافع نظام التحكم الرد فعلي (RCS)، في الساعة 095:56:44.70 من المهمة، واستغرقت 30.40 ثانية لرفع نقطة الحضيض إلى ارتفاع 16.3 كيلومتر ونقطة الأوج إلى ارتفاع 111.5 كيلومتر.

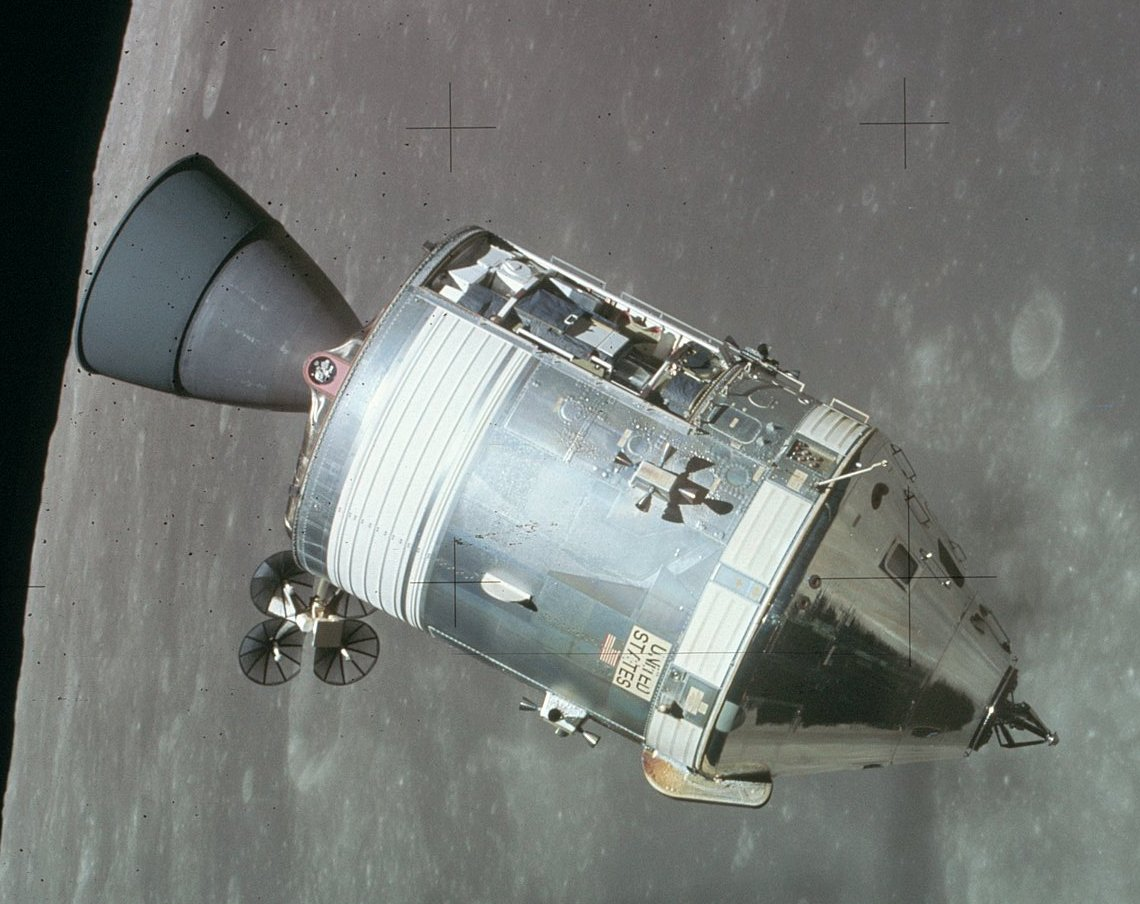
صورة التقطتها فالكون لوحدة القيادة والخدمة لأبولو 15 في مدار القمري

وبالإضافة إلى تجهيز الوحدة القمرية استعدادًا للهبوط، استمر الطاقم في مراقبة القمر، بما يتضمن موقع الهبوط عند هادلي، كما التقطوا مقاطع تليفزيونيةً لسطح القمر. وبعد ذلك، دخل سكوت وإروين إلى الوحدة القمرية استعدادًا لمحاولة الهبوط على سطح القمر. خُطط انفصال الوحدة القمرية في الساعة 100:13:56 من المهمة، أعلى الجانب البعيد من القمر، ولكن لم تنفصل الوحدة القمرية عند محاولة فصلها عن وحدة القيادة. وبعد تحليل المشكلة، استنتج الطاقم مع فريق هيوستن أن ذراع الالتحام السُري كان منفصلًا أو غير متصل بإحكام على الأغلب؛ واتجه ووردن إلى النفق الواصل بين وحدة القيادة والوحدة القمرية وتحقق من صحة هذا الاستنتاج، ثم ربط الذراع بإحكام. انفصلت المركبة فالكون بنجاح عن مركبة إنديفور بعد حل المشكلة في الساعة 100:36:16.2، مع تأخير 25 دقيقةً تقريبًا عن موعد الانفصال الأصلي، وعلى ارتفاع 10.7 كيلومتر من سطح القمر. نفذ ووردن على متن إنديفور عملية دفع مستخدمًا نظام دفع الخدمة في الساعة 101:38:58.98 لإرسال إنديفور إلى مدار بين 120.8 كيلومتر و101.5 كيلومتر استعدادًا لمهامه العلمية في المدار القمري.
وعلى متن فالكون، استعد سكوت وإروين للبدء في عملية الهبوط باستخدام المحركات (PDI)، وهي العملية التي ستضعهما على سطح القمر. وبعد حصولهما على الإذن من مركز التحكم بالمهمة، بدأت عملية الهبوط باستخدام المحركات في الساعة 104:30:09.4 على ارتفاع 10.7 كيلومتر، وهو ارتفاع أعلى بقليل عما كان مُخططًا. وخلال الجزء الأول من عملية الهبوط، كانت وضعية فالكون الأفقية تجعل رائدي الفضاء مستلقيين على الظهر؛ وبالتالي، لم يتمكنا من رؤية سطح القمر في الأسفل، ولكن بعد تنفيذ مناورة انحدار كلي للمركبة، اعتدلت المركبة رأسيًا مع رائدي الفضاء بالداخل ليتمكنا من رؤية سطح القمر أمام المركبة. تولى سكوت، بصفته قائدًا للبعثة، تنفيذ عملية الهبوط، وواجهته بعض التحديات التي تمثلت في اختلاف التضاريس القمرية في البداية عما كان معتادًا على رؤيته في أثناء تدريباته على أنظمة المحاكاة. وكان هذا جزئيًا بسبب وقوع خطأ في مسار الهبوط بنحو 910 أمتار، وأخبر مسؤول الاتصال بالكبسولة، إد ميتشيل، الطاقم بهذا الخطأ قبل تنفيذ مناورة الانحدار الكلي؛ وأيضًا بسبب صعوبة رؤية الفوهات القمرية التي اعتمد سكوت عليها بأنظمة المحاكاة في ظل الظروف القمرية؛ وبالتالي، لم يتمكن سكوت من رؤية أخدود هادلي القمري في البداية. قرر سكوت أنه سيكون مضطرًا إلى تجاوز موقع الهبوط المخطط، ولكن بمجرد تمكنه من رؤية أخدود هادلي، بدأ في المناورة بالوحدة القمرية لتحريك هدف الهبوط بحاسوب المركبة باتجاه الموقع المخطط مرةً أخرى، ثم بدأ في البحث عن أرضية مستوية نسبيًا للهبوط عليها.
أسفل ارتفاع 18 مترًا تقريبًا، لم يتمكن سكوت من رؤية السطح بسبب كميات الغبار القمري الكبيرة المتطايرة بفعل عادم محرك فالكون. كانت فالكون تتميز بفوهة محرك أضخم من الوحدات القمرية السابقة؛ حتى تتمكن من استيعاب حمولة أكبر. وكان من المهم إغلاق محرك المركبة فور الملامسة المبدئية لسطح القمر تجنبًا لخطر «الارتداد» عن السطح، كما نبه مخططو البعثة رائدي فضاء الوحدة القمرية أن الغبار المتطاير من سطح القمر بفعل العادم إلى داخل محرك المركبة يمكن أن يسبب انفجارًا بالمحرك. ولهذا، عندما هتف إروين «ملامسة»، مشيرًا إلى ملامسة أحد المجسات الموجودة على سيقان الهبوط لسطح القمر، أغلق سكوت محرك المركبة على الفور حتى يدع المركبة تسقط عبر المسافة الضئيلة المتبقية إلى السطح. وكانت فالكون تهبط بمعدل 0.15 متر في الثانية قبل سقوطها من ارتفاع 0.49 متر. وأدت سرعة هبوط سكوت إلى أعنف هبوط قمري تقريبًا ضمن جميع بعثات أبولو المأهولة، بمعدل 2.1 متر في الثانية، ما أدى إلى هتاف إروين في ذهول: «بام!». هبط سكوت بمركبة فالكون على حافة فوهة صغيرة لم يتمكن من رؤيتها، واستقرت المركبة إلى الخلف بزاوية ميل 6.9 درجة، وإلى اليسار بزاوية ميل 8.6 درجة. وصف إروين هذا الهبوط في سيرته الذاتية بأنه أصعب هبوط مر به على مدار حياته، وخاف إروين لحظة الهبوط من استمرار المركبة في الميلان كليًا، ما يجعل الطاقم يضطر إلى إلغاء عملية الهبوط.
هبطت فالكون في الساعة 104:42:29.3 من المهمة (22:16:29 بتوقيت غرينيتش يوم 30 يوليو)، مع كمية وقود متبقية تكفي لتشغيل المحرك لمدة 103 ثوانٍ، وعلى مسافة 550 مترًا تقريبًا من موقع الهبوط المخطط. وبعد هتاف إروين، أبلغ سكوت: «حسنًا، هيوستن. فالكون تستقر الآن على أرض مستوية بأخدود هادلي». هبطت المركبة بمجرد وصولها ضمن نطاق الهبوط المخطط، إذ لم يضطر الطاقم إلى تنفيذ أي مناورات أخرى غير ضرورية بسبب قدرة البعثة العالية على التنقل باستخدام العربة القمرية المتجولة.

### سطح القمر

#### نشاط الوقوف خارج المركبة وأول نشاط خارج المركبة
مع التخطيط لبقاء فالكون على سطح القمر لمدة ثلاثة أيام تقريبًا، اعتبر سكوت أنه من المهم الحفاظ على النظم اليومي المعتاد لهما، وبما أنهما هبطا على سطح القمر في وقت متأخر بعد الظهيرة، حسب توقيت هيوستن، قرر الرائدان النوم قبل الخروج إلى سطح القمر. ولكن سمح الجدول الزمني لسكوت أن يفتح الباب العلوي للمركبة، الذي يُستخدم عادةً في عمليات الالتحام، ليقضي نصف ساعة في النظر إلى الأجواء المحيطة، بالإضافة إلى وصفها، والتقاط صورًا لها. تعلم سكوت من لي سيلفر أهمية الذهاب إلى المناطق المرتفعة لمسح أي موقع ميداني جديد، وحققت الفتحة العلوية للمركبة هذا الغرض. عارض ديك سلايتون، بالإضافة إلى بعد الإداريين الآخرين، هذا الفعل في البداية بسبب إهدار الأكسجين، ولكن أقدم سكوت على ما يريده. وخلال هذه العملية الوحيدة من نوعها ضمن بعثات أبولو، والتي تتضمن الوقوف خارج المركبة عبر الفتحة العلوية للوحدة القمرية، تمكن سكوت من وضع خططه لعمليات النشاط خارج المركبة (EVA) في اليوم التالي. عرض سكوت على إروين فرصةً للنظر إلى الخارج أيضًا، ولكن سيتطلب هذا إعادة ترتيب للأنابيب السُرية التي تربط إروين بنظام دعم الحياة الخاص بمركبة فالكون، ولذلك رفض إروين. وبعد إعادة الضغط داخل المركبة مرةً أخرى، نزع سكوت وإروين البدلة الفضائية للنوم، ليصبحا بذلك أول رائدي فضاء ينزعان البدلة الفضائية على سطح القمر.
وخلال فترة نومهما، لاحظ فريق التحكم بالرحلة في هيوستن تناقصًا ثابتًا في الأكسجين، ولكن ببطء. استيقظ سكوت وإروين أخيرًا قبل موعدهما بساعة تقريبًا، واكتُشف سبب هذه المشكلة، وهو صمام مفتوح في جهاز نقل البول. وفي بيان المعلومات بعد انتهاء المهمة، أوصى سكوت بإيقاظ أطقم البعثات المستقبلية على الفور في الظروف المماثلة. وبعد حل المشكلة، بدأ الطاقم في الاستعداد لأول عملية سير على القمر.
بعد ارتداء البدلة الفضائية وإزالة الضغط من المقصورة، بدأ سكوت وإروين أول نشاط كامل لهما خارج المركبة، ليصبحا بذلك سابع وثامن من يخطو على سطح القمر على الترتيب. بدأ سكوت وإروين في نشر العربة القمرية المتجولة، والتي كانت مطويةً ومُخزنةً بإحدى غرف وحدة الهبوط بمركبة فالكون، ولكنها كانت عمليةً شاقةً بسبب ميلان الوحدة القمرية. اقترح خبراء هيوستن رفع الطرف الأمامي للمركبة في أثناء سحب الطاقم للعربة المتجولة، ونجحت هذه المحاولة. بدأ سكوت في فحص الأنظمة بدقة. وأعطت إحدى البطاريات قراءةً صفريةً للجهد الكهربي، ولكنها كانت مشكلةً بأجهزة القراءة فقط. كانت المشكلة الأكبر تتمثل في عدم عمل عجلة القيادة الأمامية. ومع ذلك، كانت عجلة القيادة الخلفية كافيةً للمناورة بالعربة. وبعد الانتهاء من الفحص، قال سكوت مناورًا بالعربة بعيدًا عن فالكون: «حسنًا. تحررت المركبة؛ نحن نتحرك». وكانت هذه الكلمات أول كلمات ينطق بها إنسان بينما يقود مركبة على سطح القمر. حملت العربة المتجولة كاميرا تليفزيونيةً، وكانت تتحكم بها هيوستن عن بُعد من خلال إد فينديل. ولم تكن دقة الصور عاليةً مقارنةً بالصور الفوتوغرافية الثابتة الملتقطة، ولكن سمحت هذه الكاميرا للجيولوجيين على الأرض بالمشاركة بشكل غير مباشر في أنشطة سكوت وإروين.
لم يكن الأخدود القمري مرئيًا من موقع الهبوط، ولكن مع قيادة سكوت وإروين للعربة عبر التضاريس المتموجة، ظهر الأخدود أمامهما. تمكن الطاقم من رؤية فوهة الكوع، وبدأ سكوت في القيادة باتجاه هذه الفوهة. وبعد الوصول إلى فوهة الكوع، وهي أحد المواقع المشهورة على القمر، سمح هذا لفريق التحكم بالمهمة بتتبع خط سير العربة للاقتراب من تحديد موقع هبوط فالكون بدقة. جمع الطاقم عينات من هذه المنطقة، ثم قادا العربة نحو فوهة أخرى على جانب الجبل «مونس هادلي دلتا»، حيث قاما بجمع المزيد من العينات. وبعد الانتهاء من هذا الموقع، عاد الطاقم إلى مركبة الهبوط لنقل العينات إليها، وللاستعداد لنصب حزمة أبولو للأجهزة العلمية على سطح القمر (ALSEP)، وهي الأجهزة العلمية التي ستبقى على سطح القمر بعد مغادرة البعثة. واجه سكوت صعوبات في حفر الثقوب اللازمة لجهاز التدفق الحراري، ولم يتمكن من إتمام هذا العمل عندما حان وقت العودة إلى داخل المركبة. استمر النشاط الأول خارج المركبة لمدة 6 ساعات و32 دقيقةً.

#### النشاط الثاني والثالث خارج المركبة

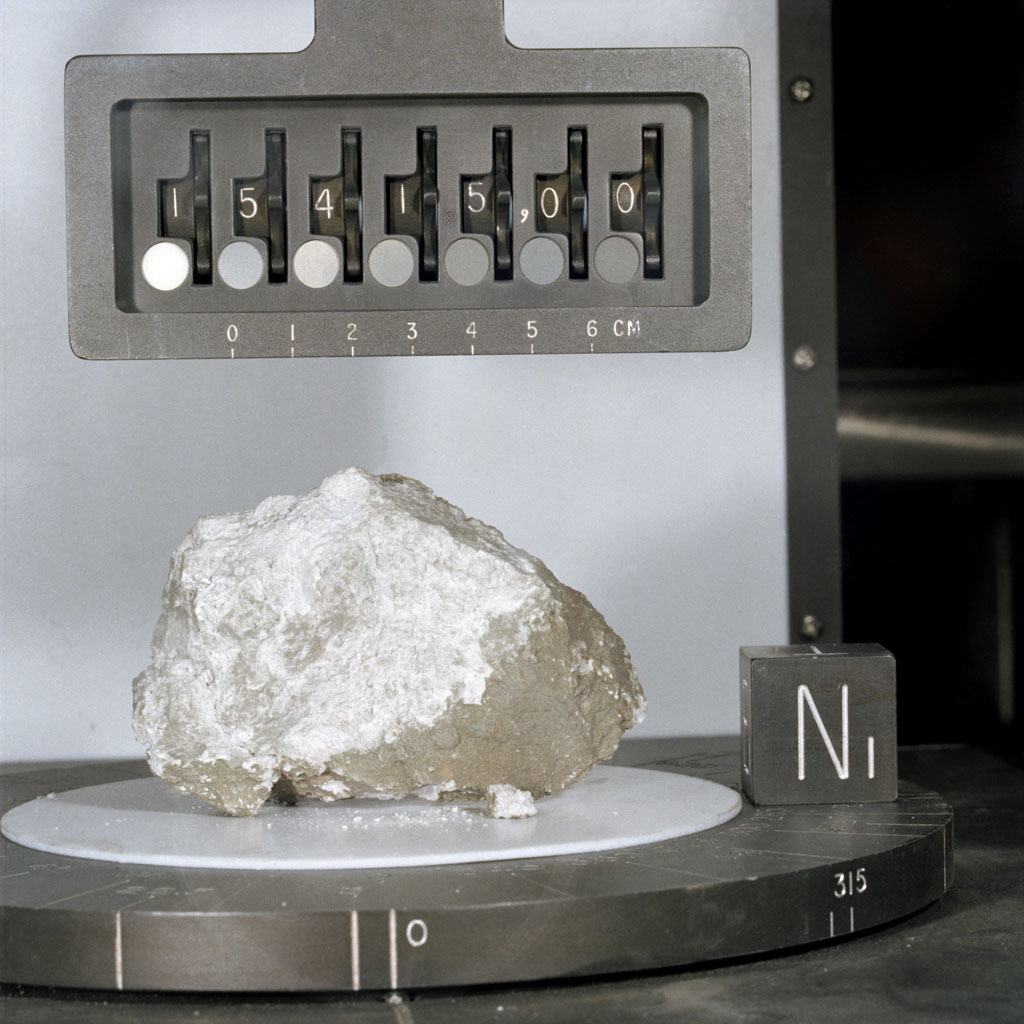
صخرة التكوين

أصبحت عجلة القيادة الأمامية للعربة المتجولة، والتي لم تكن تعمل في النشاط الأول خارج المركبة، تعمل بشكل سليم خلال النشاطين الثاني والثالث. كان الهدف للنشاط الثاني خارج المركبة، يوم 1 أغسطس، يتضمن منحدر جبل مونس هادلي دلتا، حيث جمع الطاقم عينات من الصخور والفوهات الموجودة بجبال الأبينيني القمرية. قضى الطاقم ساعةً عند فوهة سبير، وجمع الطاقم خلالها عينةً عُرفت باسم صخرة التكوين. يُعتقد أن هذه الصخرة، وهي من نوع الآنورثوسايت، جزءًا من القشرة الأولى للقمر، وكان أمل الحصول على هذه العينة ضمن أسباب اختيار هادلي موقعًا لهبوط البعثة. وبمجرد عودتهما إلى موقع الهبوط، استمر سكوت في حفر الثقوب للأجهزة العلمية عند موقع نصبها، وهي المهمة التي عانى لإتمامها في اليوم السابق. وبعد تنفيذ بعد التجارب على ميكانيكا التربة القمرية ورفع العلم الأمريكي، عاد سكوت وإروين إلى الوحدة القمرية. استمر النشاط الثاني خارج المركبة لمدة 7 ساعات و12 دقيقةً.

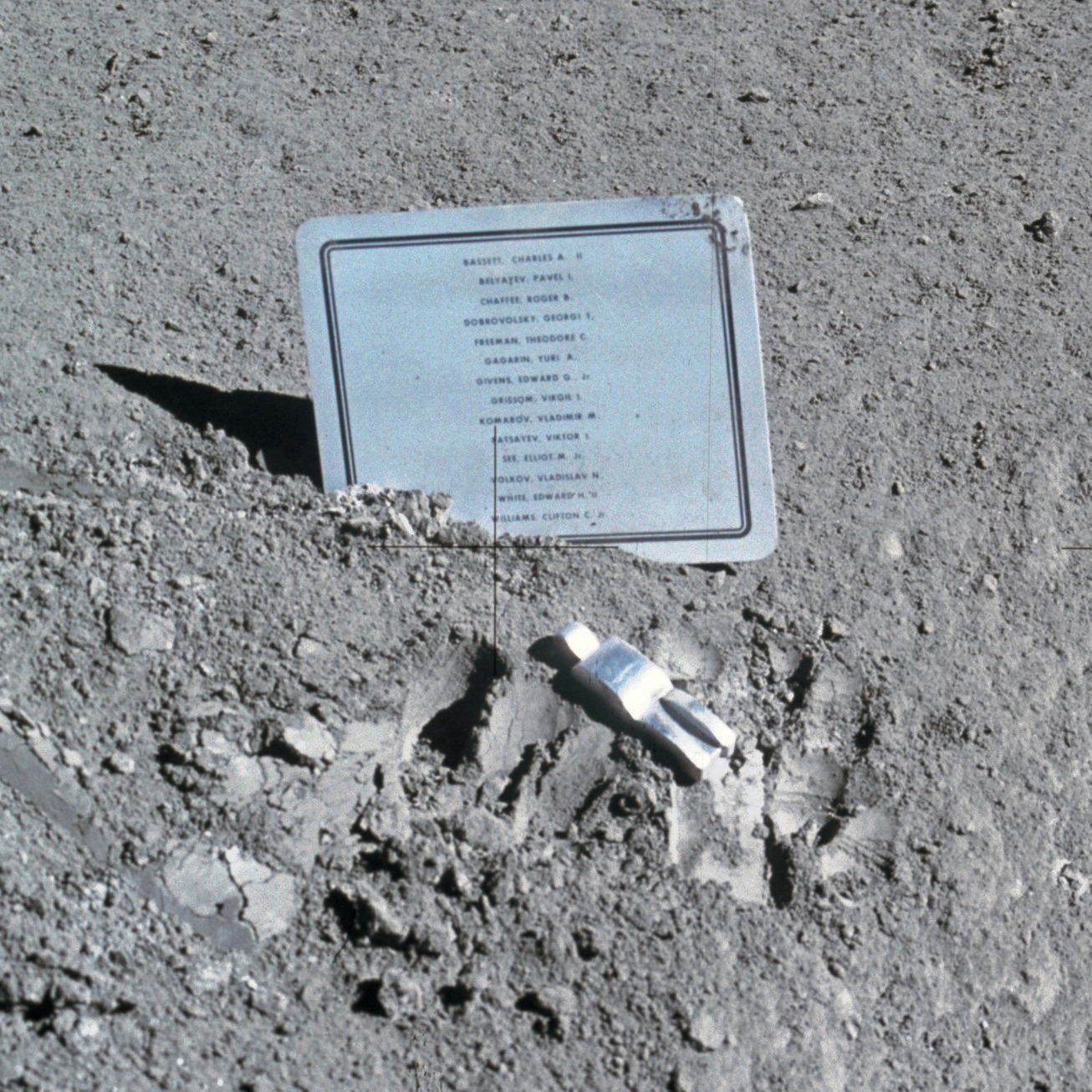
نصب رائد الفضاء الفقيد التذكاري بالقرب من أخدود هادلي القمري

بالرغم من نجاح سكوت أخيرًا في حفر الثقوب، لم يتمكن سكوت وإروين من الحصول على العينة الأساسية، وكانت هذه المهمة ضمن المهام الأولى خلال النشاط الثالث خارج المركبة، وهي عملية السير الثالثة والأخيرة لهما على سطح القمر. وكان الوقت المُخصص للأنشطة الجيولوجية على سطح القمر سينقضي خلال محاولة سكوت وإروين سحب هذه العينة. وبمجرد حصولهما على العينة، استغرق الطاقم وقتًا إضافيًا في محاولة لتفتيتها إلى قطع صغيرة لنقلها إلى الأرض. اضطر الطاقم في النهاية إلى التخلي على هذه المهمة؛ إذ أعاقت المِلزمة التي لم تكن مثبتةً بشكل صحيح بالعربة المتجولة عملهما، وبالتالي قررا نقل العينة الأساسية إلى الأرض مع وجود جزء منها أطول مما كان مُخططًا. وتسائل سكوت إذا كانت هذه العينة تستحق هذا الوقت والعناء لاستخراجها، ولكن طمأنه مسؤول الاتصال بالكبسولة، جو ألين، بأنها كانت تستحق. أثبتت هذه العينة أنها كانت ضمن أهم العناصر التي أحضرتها البعثة، إذ إنها كشفت العديد حول تاريخ القمر، ولكنها استهلكت وقتًا كان مُخصصًا لزيارة مجموعة من التلال المعروفة باسم المجمع الشمالي، وبالتالي، أُلغيت هذه الزيارة. وبدلًا منها، غامر الطاقم مرةً أخرى بالذهاب إلى حافة أخدود هادلي، عند الشمال الشرقي لموقع هبوط الوحدة القمرية.
وبمجرد عودة الطاقم إلى جانب الوحدة القمرية، استخدم سكوت بعض الأدوات التي وفرتها الخدمة البريدية الأمريكية لإلغاء وتوقيع غلاف اليوم الأول من طابعي بريد أُصدرا في نفس اليوم، 2 أغسطس. نفذ سكوت بعد ذلك تجربةً أمام كاميرا تلفزيونية، مستخدمًا ريشة ومطرقة لبرهنة نظرية غاليليو بأن جميع الأجسام الموجودة في نفس حقل الجاذبية ستسقط بنفس المعدل بصرف النظر عن كتلتها عند غياب مقاومة الهواء. أسقط سكوت الريشة والمطرقة في نفس اللحظة؛ وبسبب ضآلة الغلاف الجوي القمري، لم تكن هناك أي مقاومة هوائية على الريشة، وبالتالي وصلت الريشة إلى سطح القمر في نفس اللحظة مع المطرقة. وكانت هذه التجربة فكرة جو ألين، الذي كان مسؤول الاتصال بالكبسولة وقت تنفيذها أيضًا، وبالتالي شارك ألين في جهود العثور على تجربة علمية شهيرة لا تُنسى يمكن تنفيذها على القمر، بجانب تجربة ألان شيبرد الشهيرة بضرب كرات الغولف على سطح القمر. كانت الريشة غالبًا من أنثى السنقر (أحد أنواع الصقور)، وهي تميمة حظ بأكاديمية سلاح الجو الأمريكي.
قاد سكوت العربة المتجولة بعيدًا عن الوحدة القمرية حيث يمكن استخدام الكاميرا التلفزيونية بها لتصوير إقلاع من سطح القمر. وبجانب العربة، ترك سكوت تمثالًا صغيرًا من الألومينيوم يُدعى رائد الفضاء الفقيد، بجانب لوحة معدنية تحمل 14 اسمًا معروفًا لرواد الفضاء الأمريكيين والسوفيتيين الراحلين خلال البعثات التي رسخت استكشاف الفضاء. تُرك هذا النصب التذكاري بينما وُجهت الكاميرا التلفزيونية بعيدًا؛ وأبلغ سكوت فريق التحكم بالمهمة أنه كان يجري بعض الأنشطة النهائية حول العربة المتجولة. كشف سكوت عن هذا النصب التذكاري في المؤتمر الإخباري بعد انتهاء الرحلة. وضع سكوت أيضًا كتابًا مقدسًا على لوحة التحكم للعربة المتجولة قبل تركها للمرة الأخيرة ليدخل إلى الوحدة القمرية.
استمر النشاط الثالث خارج المركبة لمدة 4 ساعات و49 دقيقةً و50 ثانيةً، وقضى الرائدان مدةً إجماليةً تبلغ 18 ساعةً ونصف خارج الوحدة القمرية، وجمعا 77 كيلوغرامًا من العينات القمرية.

### أنشطة وحدة القيادة
بعد مغادرة فالكون، نفذ ووردن على متن إنديفور عملية دفع لنقل وحدة القيادة والخدمة إلى مدار أعلى. وبينما كانت فالكون على سطح القمر، انقسمت البعثة بكفاءة، إذ خُصص لووردن ومركبته فريقًا خاصًا لدعم الرحلة، بالإضافة إلى مسؤول خاص للاتصال بالكبسولة.

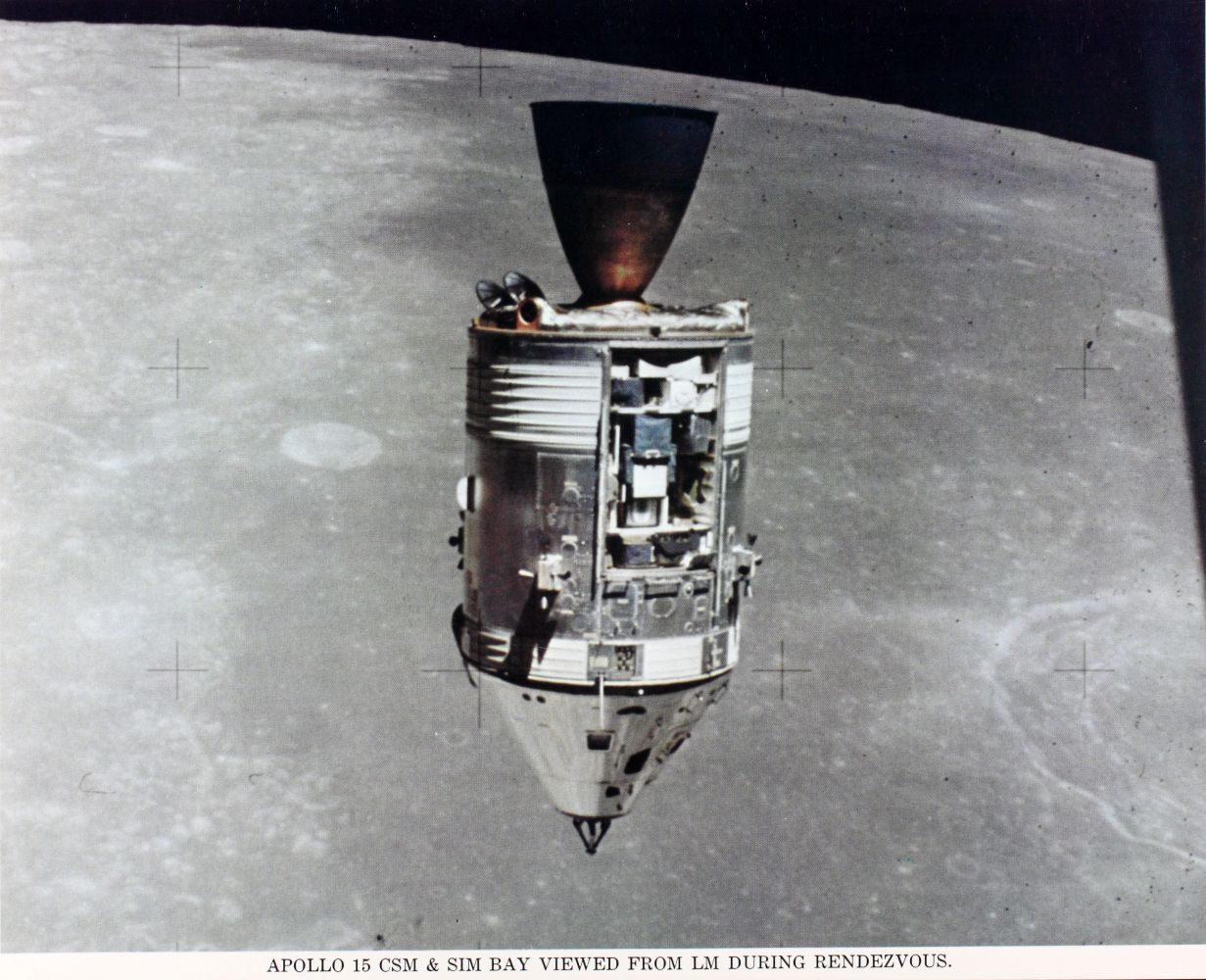
إنديفور، مع جناح وحدة الأجهزة العلمية المفتوح، كما صورتها فالكون

انشغل ووردن بالعديد من المهام التي أُوكلت إليه لشغل الوقت الذي سيقضيه وحيدًا في الفضاء؛ مثل التصوير وتشغيل الأجهزة بجناح وحدة الأجهزة العلمية. انفصل باب الجناح بالروابط المتفجرة خلال رحلة أبولو 15 عبر المدار القمري الانتقالي. احتوى جناح وحدة الأجهزة العلمية، الذي شغل مساحةً غير مستخدمة سابقًا بوحدة الخدمة، على مطياف لأشعة غاما مثبت على طرف ذراع طويل، ومطياف للأشعة السينية، ومقياس ارتفاع ليزري، والذي فشل في أحد أجزاء المهمة. احتوى الجناح أيضًا على آلتي تصوير؛ كاميرا نجمية وكاميرا قياسية، وأحاطت الآلتان معًا بالكاميرا التخطيطية، بالإضافة إلى كاميرا بانورامية وفرتها تقنيات التجسس الأمريكية. سمح مقياس الارتفاع، بالإضافة إلى الكاميرات، بتحديد وقت وموقع التقاط الصور بدقة. كان هناك أيضًا مطياف لجسيمات ألفا، والذي يمكن استخدامه في رصد أدلة على الأنشطة البركانية القمرية، بالإضافة إلى مطياف للكتلة مثبت أيضًا على ذراع طويل أملًا في الحفاظ عليه من التلوث من المركبة. أزعج هذا الذراع ووردن؛ إذ إنه لم يتمكن من سحبه في كل مرة بنجاح.

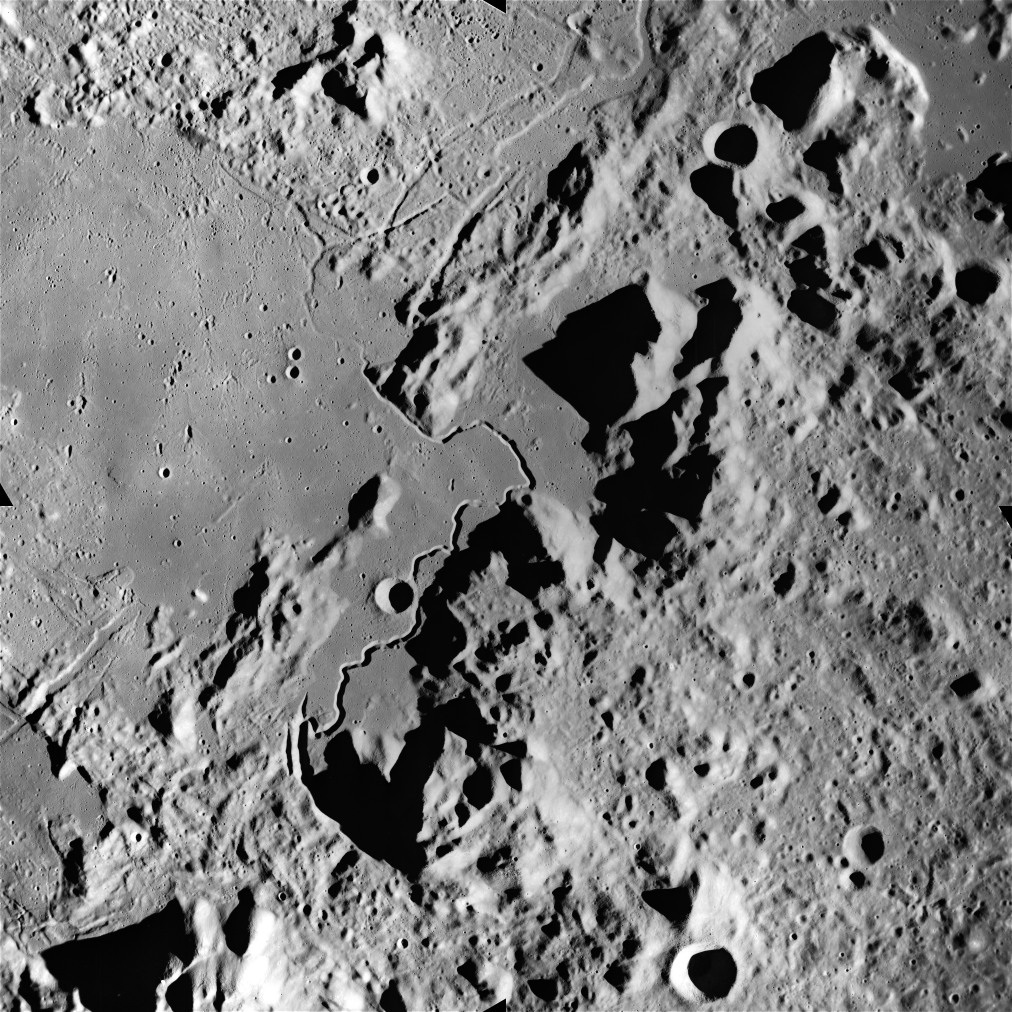
منطقة هبوط البعثة في صورة التقطتها الكاميرا التخطيطية

خُطط لإنديفور أن تعبر أعلى موقع الهبوط في لحظة هبوط البعثة، ولكن لم يتمكن ووردن من رؤية فالكون، كما لم يتمكن من تحديد موقعها حتى وصوله للمدار التالي. أجرى ووردن بعض التمرينات أيضًا للوقاية من ضمور العضلات، وأبقته هيوستن مطلعًا على أحدث الأنشطة التي أجراها سكوت وإروين على سطح القمر. لم تعمل الكاميرا البانورامية بطريقة مثالية، ولكنها التقطت بعض الصور الكافية دون أي تعديلات خاصة. التقط ووردن العديد من الصور عبر نافذة وحدة القيادة، مع الصور التي كانت تُلتقط على فترات منتظمة. أصبحت مهام ووردن أكثر صعوبةً بسبب عدم وجود مقياس لوقت عمل المهمة في جناح المعدات السفلي بوحدة القيادة؛ بسبب انفجار قاطع التيار الخاص به خلال رحلة المركبة إلى القمر. ساعدت الملاحظات والصور التي التقطها ووردن في اتخاذ القرار بإرسال بعثة أبولو 17 إلى وادي «طوروس ليترو» القمري للبحث عن أدلة على النشاط البركاني. توجد فترة انقطاع للاتصالات بين وحدة القيادة والأرض عند عبورها أعلى الجانب البعيد من القمر؛ وكان ووردن يُرحب بالأرض عند استئناف الاتصال في كل دورة بلغات مختلفة، قائلًا: «مرحبًا بالأرض، تحياتي من إنديفور». وصل ووردن إلى هذه الفكرة مع فاروق الباز، وساعده العالم الجيولوجي في الترجمات المتتالية لهذه الجملة.
تضمنت نتائج تجارب جناح وحدة الأجهزة العلمية الاستنتاج الخاص بالبيانات التي جمعها مطياف الأشعة السينية، والتي أشارت إلى وجود كمية من فيض الأشعة السينية الفلورية أكبر مما كان متوقعًا، بالإضافة إلى زيادة الألومينيوم في المرتفعات القمرية مقارنةً بالبحار القمرية. كانت إنديفور مستقرةً في مدار أكثر ميلانًا مقارنةً بالبعثات المأهولة السابقة، ورأى ووردن معالم جديدة لم تكن معروفةً في السابق، وأمد العلماء بصور فوتوغرافية مع أوصاف شاملة لهذه المعالم.
وعندما كان سكوت وإروين مستعدين للإقلاع من سطح القمر والعودة إلى إنديفور، كان مدار وحدة القيادة والخدمة منحرفًا عن موقعه بفعل دوران القمر، واحتاج ووردن إلى تنفيذ عملية دفع لتغيير المستوى المداري لمركبته لضمان محاذاة مدار وحدة القيادة والخدمة في نفس مستوى مدار الوحدة القمرية بعد إقلاعها من القمر. نفذ ووردن هذه العملية مستخدمًا نظام دفع الخدمة لمدة 18 ثانيةً.

### العودة إلى الأرض
انطلقت فالكون من القمر في الساعة 17:11:22 بتوقيت غرينيتش يوم 2 أغسطس بعد قضاء 66 ساعةً و55 دقيقةً على سطح القمر. والتحمت الوحدة القمرية بوحدة القيادة والخدمة بعد أقل من ساعتين تقريبًا. وبعد نقل العينات والعناصر الأخرى من الوحدة القمرية إلى وحدة القيادة والخدمة، انفصلت الوحدة القمرية، وتخلص منها الطاقم من خلال وضعها في مسار اصطدام بسطح القمر، وسُجل وقوع الاصطدام بواسطة أجهزة قياس الزلازل المتروكة على سطح القمر بواسطة بعثات أبولو 12، وأبولو 14، وأبولو 15. كان التخلص من الوحدة القمرية أمرًا صعبًا بسبب مشاكل في نزع الأقفال المانعة للهواء، ما أدى إلى تأخير التخلص من الوحدة القمرية. وبعد التخلص منها، حضر سلايتون إلى دائرة الاتصال وأوصى رواد الفضاء بتناول الأقراص المنومة، خاصةً سكوت وإروين على الأقل. رفض سكوت بصفته قائدًا للبعثة هذا الاقتراح، إذ إنه شعر بعدم الحاجة إليه. وخلال الأنشطة خارج المركبة، لاحظ الأطباء اضطرابًا في ضربات القلب لسكوت وإروين، ولكن لم يعرف الطاقم بهذه المشاكل خلال الرحلة. عانى إروين من مشاكل بالقلب بعد تقاعده حتى توفي عام 1991 بسبب نوبة قلبية؛ رأى سكوت أنه كان ينبغي إعلامه بالملاحظات الحيوية الطبية للطاقم بصفته قائدًا للبعثة. ورأى أطباء ناسا أن هذه الملاحظات القلبية كانت بسبب نقص البوتاسيوم الناتج عن عملهما الشاق على سطح القمر مع عدم الإمداد الكافي عبر السوائل.
قضى الطاقم اليومين التاليين في تنفيذ التجارب العلمية المدارية، بما يشمل ملاحظات القمر من المدار مع إطلاق القمر الاصطناعي الفرعي. غادرت إنديفور المدار القمري عن طريق عملية دفع أخرى لمحرك نظام دفع الخدمة لمدة دقيقتين و21 ثانيةً في الساعة 21:22:45 بتوقيت غرينيتش يوم 4 أغسطس. وفي اليوم التالي، في أثناء عودة البعثة إلى الأرض، نفذ ووردن نشاطًا خارج المركبة لمدة 39 دقيقةً لاستخراج أشرطة التصوير من جناح وحدة الأجهزة العلمية بوحدة الخدمة، بمساعدة إروين الذي انتظر عند باب وحدة القيادة. وعلى مسافة 317 ألف كيلومتر تقريبًا من الأرض، كانت هذه المهمة أول نشاط خارج المركبة «بالفضاء العميق» في التاريخ، إذ إنها نُفذت على مسافة شاسعة من أي جرم فلكي. وبحلول عام 2021، تظل هذه العملية واحدة ضمن ثلاث عمليات مماثلة فقط، نُفذت جميعها خلال بعثات أبولو فئة جيه، في ظل ظروف مشابهة. وفي نهاية هذا اليوم، حقق الطاقم رقمًا قياسيًا لأطول بعثة ضمن بعثات برنامج أبولو آنذاك.
وعند الاقتراب من الأرض يوم 7 أغسطس، تخلص الطاقم من وحدة الخدمة، ودخلت وحدة القيادة الغلاف الجوي للأرض. وبالرغم من تعطل إحدى مظلات وحدة القيادة الثلاث، بسبب تلفيات بفعل وقود المركبة المُنفس، كانت المركبة تتطلب مظلتين فقط للهبوط بسلام (مع وجود مظلة إضافية زائدة عن الحاجة). وبمجرد هبوطها شمال المحيط الهادي، استردت سفينة الاسترداد الأمريكية، يو إس إس أوكيناوا، وحدة القيادة والطاقم بعد مهمة استغرقت 12 يومًا، و7 ساعات، و11 دقيقةً، و53 ثانيةً.

## التقييم
كانت أهداف المهمة لبعثة أبولو 15 «تنفيذ فحص فلكي قمري، ومسح فلكي قمري، وجمع عينات من المواد والمعالم السطحية القمرية من المنطقة المحددة مسبقًا، وهي منطقة هادلي أبينين. وضع وتشغيل الأجهزة السطحية. وتقييم قدرة معدات أبولو على توفير فترة إقامة مطولة على سطح القمر، وزيادة العمليات خارج المركبة، والقدرة على التنقل على السطح. وتنفيذ التجارب خلال تحليق المركبة، بالإضافة إلى مهام التصوير من المدار القمري». حققت البعثة كافة أهدافها. أكملت البعثة أيضًا قائمةً طويلةً من المهام الأخرى، بما يشمل التجارب. ولم تنجح البعثة في تحقيق أحد الأهداف الخاصة بالتصوير، وهو الحصول على صور للوهج المعاكس من المدار القمري؛ لأن الكاميرا لم تكون موجهةً إلى البقعة الصحيحة من السماء. وطبقًا للاستنتاجات في تقرير المهمة لبعثة أبولو 15، «تضمنت الرحلة عملية الهبوط الرابعة على سطح القمر، وأدت إلى جمع كمية وفيرة من المعلومات العلمية. وأثبت نظام أبولو تفوقه كونه منشأةً علميةً مجهزةً، بالإضافة إلى توفير وسيلة للنقل».

شهدت أبولو 15 زيادةً في اهتمام الجمهور ببرنامج أبولو؛ وذلك جزئيًا بسبب افتتان الجمهور بالعربة القمرية المتجولة، بالإضافة إلى موقع أخدود هادلي القمري الجذاب مع زيادة التغطية التليفزيونية. ووفقًا لديفيد وودس بصحيفة رحلات أبولو القمرية:

## الجدل

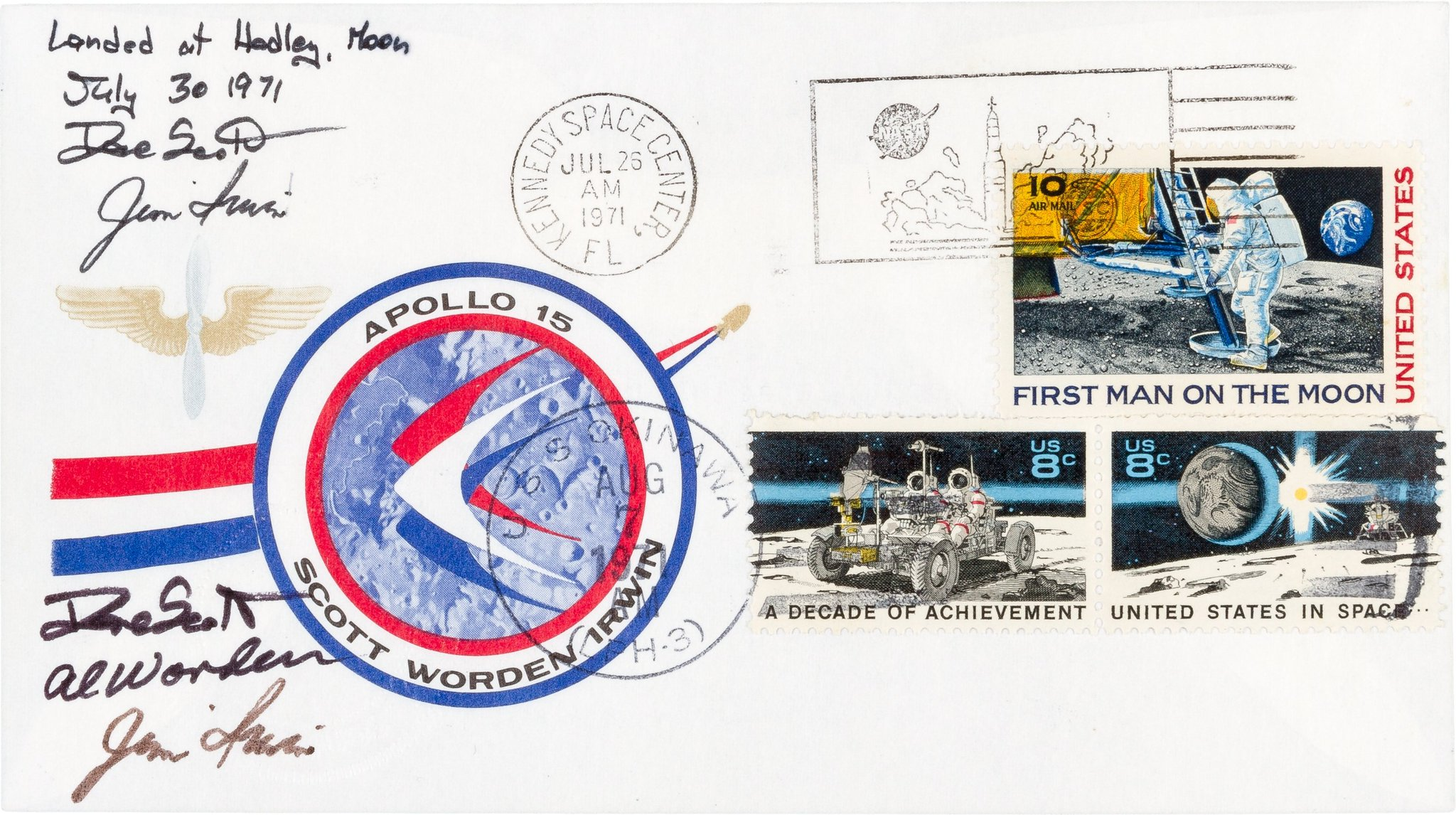
«غلاف سيغر»

بالرغم من نجاح البعثة، لُطخت سمعة الحياة المهنية للطاقم بسبب صفقة أجروها قبل الرحلة بحمل أغلفة بريدية إلى القمر مقابل 7000 دولار تقريبًا لكل فرد، وقرر أفراد الطاقم تخصيص هذا المبلغ لأطفالهم. كان والتر أيرمان، الذي كان يحظى بالعديد من العقود الاحترافية والاجتماعية مع موظفي وكالة ناسا وفيلق رواد الفضاء، وسيطًا بين طاقم البعثة والتاجر الألماني الغربي للطوابع البريدية، هيرمان سيغر، وحمل سكوت 400 غلافًا معه إلى المركبة الفضائية؛ ثم نُقلت هذه الأغلفة بعد ذلك إلى فالكون وظلت داخل الوحدة القمرية خلال أنشطة رواد الفضاء على سطح القمر. وبعد العودة إلى الأرض، أعطى الطاقم مئة غلاف إلى أيرمان، والذي نقلها إلى سيغر ليحصل على عمولته. ولم يحصل الطاقم على إذن من سلايتون لحمل هذه الأغلفة، وكان هذا الإذن ضروريًا.
عرض سيغر المئة غلاف للبيع في أواخر عام 1971 مقابل 1500 دولار للغلاف الواحد. وبعد استلام المدفوعات المُتفق عليها من سيغر، أعادها رواد الفضاء، ولم يقبلوا أي تعويضات. وفي أبريل 1972، علم سلايتون حول حمل طاقم البعثة لأغلفة بريدية غير مُصرح بها، واستبعد الرواد الثلاثة من الطاقم الاحتياطي لبعثة أبولو 17. كُشفت القضية للعامة في يونيو 1972، وتعرض الرواد الثلاثة للتأنيب بسبب سوء تقديرهم للموقف، ولم يذهب أي منهم إلى الفضاء مرةً أخرى بعد ذلك. وفي أثناء التحقيقات، سلم رواد الفضاء الأغلفة التي كانت لا تزال في حوزتهم؛ ولكن حصلوا عليها مرةً أخرى عام 1983، بعد رفع ووردن دعوى قضائية، وهو ما اعتبرته مجلة سليت الأمريكية تبرئةً لهم.
كان هناك جدل آخر، ظهر لاحقًا، حول تمثال رائد الفضاء الفقيد الذي تركه سكوت على سطح القمر. قبل البعثة، اتفق سكوت شفهيًا مع الفنان البلجيكي بول فان هويدونك لنحت التمثال. كان قصد سكوت أن يحصل على تمثال تذكاري بسيط دون ضجة إعلامية، بما يتناسب مع سياسة وكالة ناسا الصارمة ضد أي استغلال تجاري للبرنامج الفضائي الخاص بالحكومة الأمريكية، وبالتالي سيكون الفنان غير معروف، مع عدم السماح بإنشاء أي نسخ تجارية من التمثال باستثناء نسخة واحدة تُعرض للعامة في المتحف الوطني للطيران والفضاء، وجرى الاتفاق عليها بعد الكشف عن هذا التمثال للعامة خلال المؤتمر الصحفي بعد الرحلة. ادعى فان هويدونك أنه فهم الاتفاق بشكل مختلف، إذ كان يظن أنه سيحصل على اعتراف رسمي كونه صانع هذا النصب التكريمي لاستكشاف البشر للفضاء، مع الاحتفاظ بحقه في بيع نسخ أخرى من هذا التمثال للعامة. وتحت ضغوط من وكال ناسا، تخلى فان هويدونك عن خططه ببيع 950 نسخةً موقعةً للعامة.

## شارة البعثة

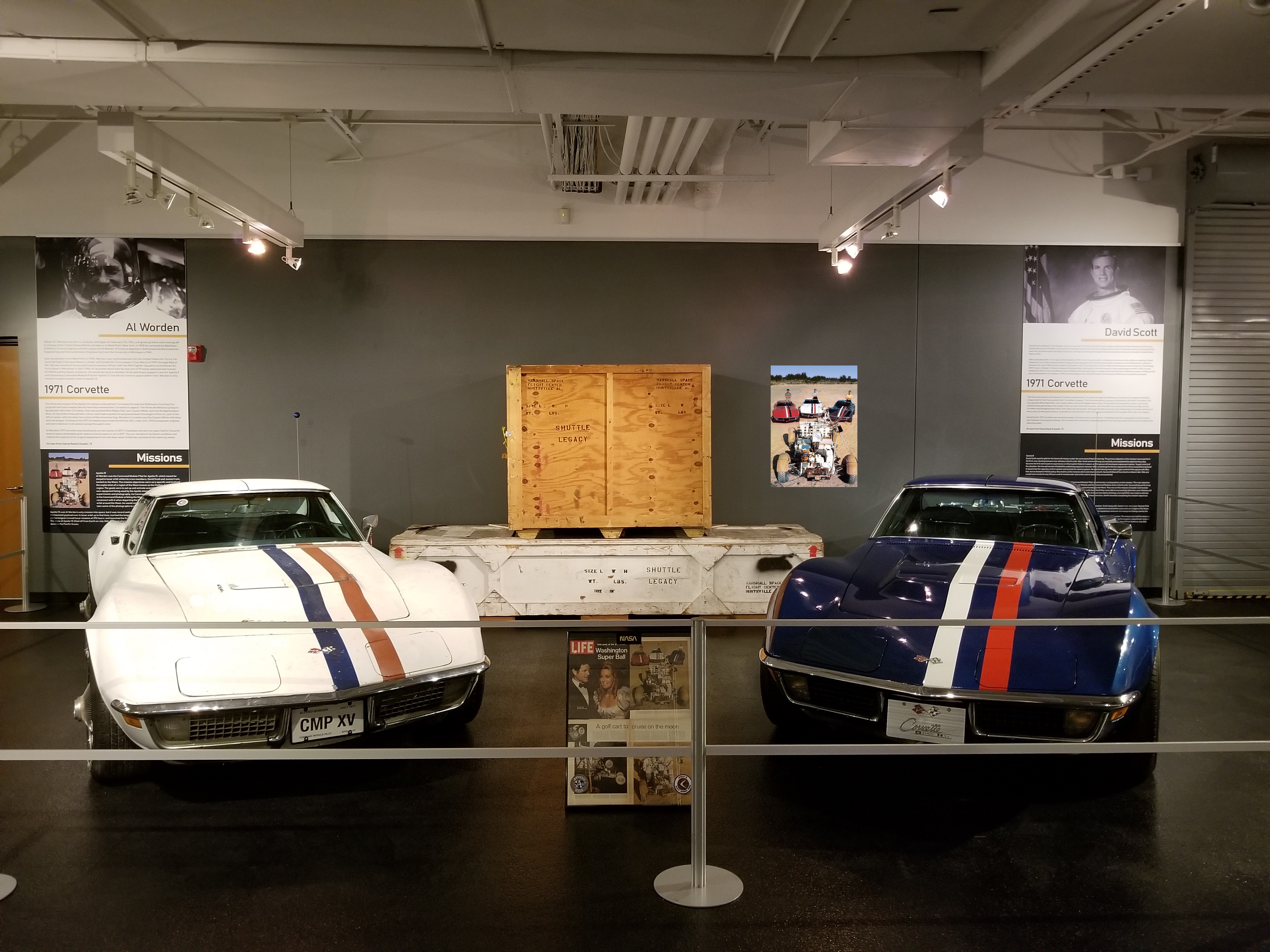
سيارات شيفروليه كورفيت التي امتلكها سكوت (على اليمين) ووردن، خلال تدريبات بعثة أبولو 15. الصورة ملتقطة في 2019

تحمل شارة بعثة أبولو 15 رسومات للقوات الجوية، مع إشارة إلى خدمة أفراد الطاقم، مثل شارة بعثة أبولو 12 التي كان طاقمها بالكامل يخدم بسلاح البحرية، وبالتالي تضمنت شارتها سفينةً شراعيةً. تتضمن الشارة الدائرية أنماطًا لثلاثة طيور؛ باللون الأحمر، والأبيض، والأزرق، محلقة أعلى أخدود هادلي القمري. وخلف الطيور مباشرةً، يوجد خط من الفوهات القمرية يشكل الرقم الروماني XV. كانت الأرقام الرومانية مخفيةً في الحدود البارزة لبعض الفوهات بعد إصرار وكالة ناسا على عرض رقم البعثة بالأرقام العربية. وأُحيط هذا العمل الفني بدائرة حمراء، مع حزام أبيض مُدون عليه اسم البعثة وأسماء أفراد الطاقم، بالإضافة إلى إطار خارجي أزرق. اتصل سكوت بمصمم الأزياء، إميليو بوتشي، لتصميم الشارة، وهو صاحب الفكرة الأساسية برسم ثلاثة طيور على شارة مربعة.

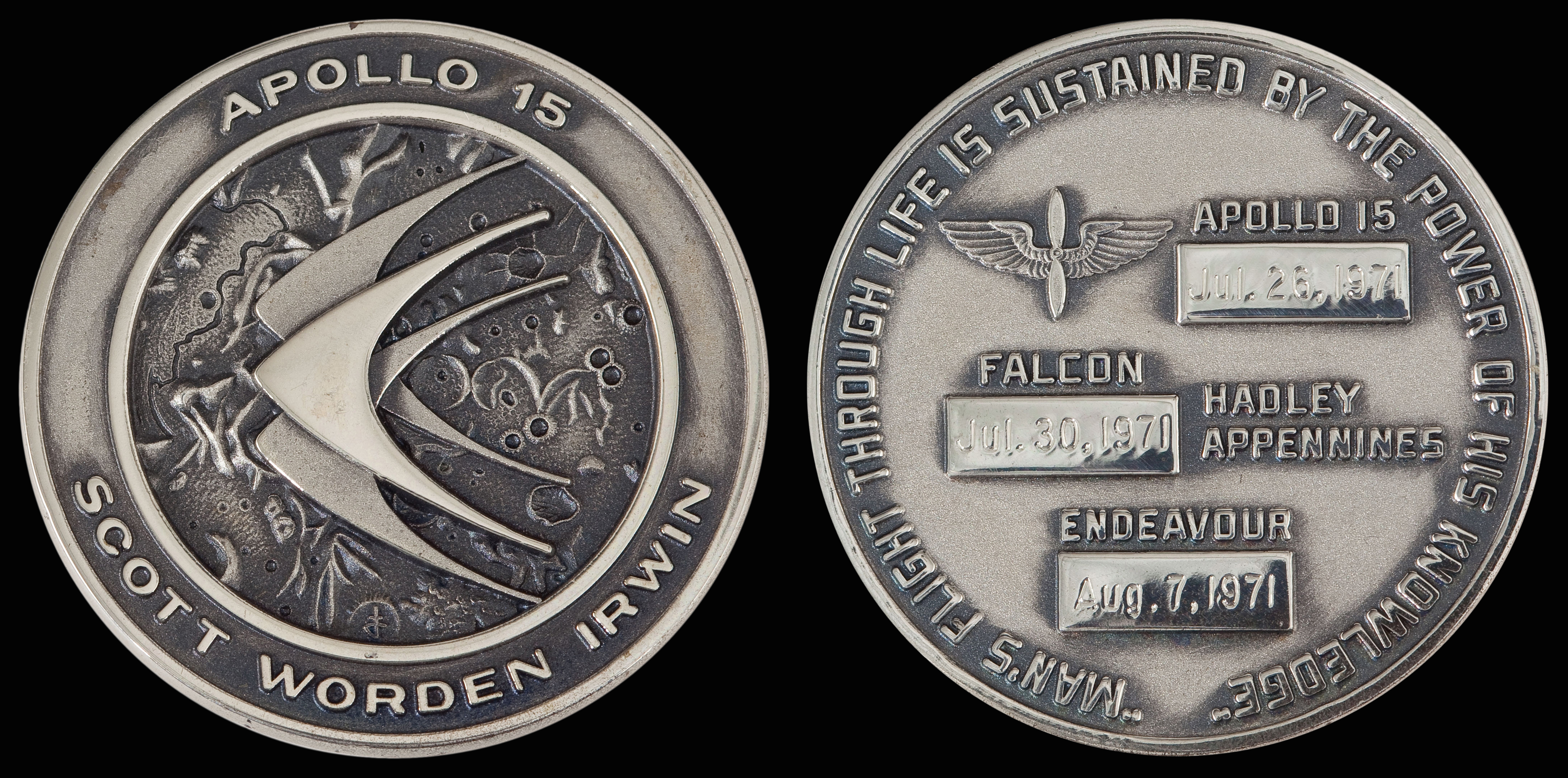
الميدالية الفضية التي طارت إلى الفضاء لبعثة أبولو 15، من إنتاج شركة روبينز

غير الطاقم شكل الشارة ليكون دائريًا، كما غيروا لونها من الأزرق والأخضر إلى الألوان الوطنية؛ الأحمر، والأبيض، والأزرق. صرح ووردن أن كل طائر أيضًا كان يمثل أحد رواد الفضاء، وكان الطائر الأبيض يمثله (كما كان الطائر العلوي كونه طيار وحدة القيادة)، وكان الطائر الأزرق يمثل سكوت، والأحمر يمثل إروين. توافقت هذه الألوان أيضًا مع ألوان سيارات شيفروليه كورفيت التي قادها رواد الفضاء في مركز كينيدي للفضاء؛ والتُقطت الصور للطاقم مع السيارات ومركبة التدريب على العربة القمرية المتجولة لتُنشر بإصدار يوم 11 يونيو 1971 من مجلة لايف.

## الرؤية من الفضاء
رُصدت الهالة السطحية لموقع هبوط أبولو 15، والناتجة عن غازات العادم للوحدة القمرية، بواسطة كاميرا على متن مركبة سيلين المدارية القمرية اليابانية، وأُكدت هذه الهالة من خلال التحليل المقارن للصور الفوتوغرافية في مايو 2008. تتوافق هذه الصور بشكل كبير مع الصور التي التقطتها وحدة القيادة لأبولو 15، والتي تبين تغيرًا في انعكاسية السطح بسبب غازات العادم، وكانت هذه الهالة أول الآثار المرئية من الفضاء لبعثات الهبوط المأهولة على سطح القمر منذ إنهاء برنامج أبولو.

## معرض الوسائط

### صور ثابتة
من اليسار إلى اليمين
صورة 1: مركبة إطلاق أبولو 15 خلال مرحلة النقل
صورة 2: وقوف رواد الفضاء أمام مبنى تجهيز المركبات خلال نقل ساتورن 5
صورة 3: تناول ووردن، وسكوت، وسلايتون، وشميت لإفطارهم قبل الإطلاق
صورة 4: فالكون على سطح القمر، لاحظ ميلان المركبة
صورة 5: سكوت يجري مهامه الجيولوجية بالقرب من أخدود هادلي القمري
صورة 6: سكوت يفحص صخرةً خلال النشاط الثالث خارج المركبة
صورة 7: فريق التحكم بالمهمة في هيوستن خلال النشاط الثالث خارج المركبة لبعثة أبولو 15، يوم 2 أغسطس 1971. يظهر مسؤول الاتصال بالكبسولة على اليسار (الذي يشير بإصبعه)، جو ألين، مع ديك غوردن بجانبه.
صورة 8: فريق التحكم بالمهمة في هيوستن في أثناء إقلاع فالكون من القمر
صورة 9: ألفرد ووردن مرتديًا بدلته الفضائية لاستخراج خراطيش أفلام التصوير خلال المدار الأرضي الانتقالي
صورة 10: نزول رواد الفضاء من مروحيتهم على متن السفينة أوكيناوا
صورة 11: القمر في أثناء مغادرة مركبة أبولو 15 الفضائية
صورة 12: نسخة احتياطية من اللوحة المعدنية التي تُركت على مرحلة الهبوط لمركبة فالكون
صورة 13: وحدة القيادة إنديفور معروضة بالمتحف الوطني للقوات الجوية الأمريكية في دايتون (أوهايو)
صورة 14: البدلة الفضائية التي ارتداها ديفيد سكوت خلال بعثة أبولو 15 معروضة بالمتحف الوطني للطيران والفضاء في واشنطن العاصمة

### وسائط متعددة
مقطع 1: مقطع لإنديفور مُلتقط بواسطة فالكون بعد الانفصال عنها
مقطع 2: إنزال العربة القمرية المتجولة إلى سطح القمر
مقطع 3: الإقلاع من سطح القمر كما ظهر عبر نافذة طيار الوحدة القمرية، مع تشغيل سكوت وإروين لنسخة موسيقية مُسجلة مسبقًا لنشيد «القوات الجوية الأمريكية»، والمعروف باسم «الأزرق الجامح السحيق».
مقطع 4: هبوط بعثة أبولو 15 على سطح البحر

### Apollo Lunar Flight Journal
1. 1 2 3 4  Woods، W. David؛ O'Brien، Frank. "Day 11: Worden's EVA Day". Apollo 15 Flight Journal. NASA. مؤرشف من الأصل في 2011-06-29. اطلع عليه بتاريخ 2018-12-26.
2. 1 2 3 4  Woods، W. David؛ O'Brien، Frank، المحررون (1998). "Leaking Tunnel and Jettison of the LM". Apollo 15 Flight Journal. NASA. مؤرشف من الأصل في ديسمبر 25, 2017. اطلع عليه بتاريخ ديسمبر 16, 2018.
3. 1 2  Woods، W. David؛ O'Brien، Frank، المحررون (1998). "Day 5: Waking in the Descent Orbit". Apollo 15 Flight Journal. NASA. مؤرشف من الأصل في ديسمبر 25, 2017. اطلع عليه بتاريخ سبتمبر 6, 2018.
4. 1 2  Woods، W. David؛ O'Brien، Frank، المحررون (1998). "Launch and Reaching Earth Orbit". Apollo 15 Flight Journal. NASA. مؤرشف من الأصل في ديسمبر 25, 2017. اطلع عليه بتاريخ سبتمبر 5, 2018.
5. ↑  Woods، W. David؛ O'Brien، Frank، المحررون (1998). "Earth Orbit and Translunar Injection". Apollo 15 Flight Journal. NASA. مؤرشف من الأصل في ديسمبر 25, 2017. اطلع عليه بتاريخ سبتمبر 5, 2018.
6. ↑  Woods، W. David؛ O'Brien، Frank، المحررون (1998). "Transposition, Docking and Extraction". Apollo 15 Flight Journal. NASA. مؤرشف من الأصل في ديسمبر 25, 2017. اطلع عليه بتاريخ سبتمبر 5, 2018.
7. ↑  Woods، W. David؛ O'Brien، Frank، المحررون (1998). "Day 2: Checking the SPS". Apollo 15 Flight Journal. NASA. مؤرشف من الأصل في ديسمبر 25, 2017. اطلع عليه بتاريخ سبتمبر 5, 2018.
8. 1 2 3 4  Woods، W. David (1998). "Apollo 15 Flight Summary". NASA. مؤرشف من الأصل في ديسمبر 25, 2017. اطلع عليه بتاريخ فبراير 19, 2019.
9. 1 2  Woods، W. David؛ O'Brien، Frank، المحررون (1998). "Day 2: Entering the LM". Apollo 15 Flight Journal. NASA. مؤرشف من الأصل في ديسمبر 25, 2017. اطلع عليه بتاريخ سبتمبر 5, 2018.
10. ↑  Woods، W. David؛ O'Brien، Frank، المحررون (1998). "Day 3: Leaking Water and the Top of the Hill". Apollo 15 Flight Journal. NASA. مؤرشف من الأصل في ديسمبر 25, 2017. اطلع عليه بتاريخ سبتمبر 5, 2018.
11. ↑  Woods، W. David؛ O'Brien، Frank، المحررون (1998). "Day 4: Lunar Encounter". Apollo 15 Flight Journal. NASA. مؤرشف من الأصل في ديسمبر 25, 2017. اطلع عليه بتاريخ سبتمبر 5, 2018.
12. ↑  Woods، W. David؛ O'Brien، Frank، المحررون (1998). "Day 4: Lunar Orbit". Apollo 15 Flight Journal. NASA. مؤرشف من الأصل في ديسمبر 25, 2017. اطلع عليه بتاريخ سبتمبر 5, 2018.
13. 1 2 3  Woods، W. David؛ O'Brien، Frank، المحررون (1998). "Day 5: Preparations for Landing". Apollo 15 Flight Journal. NASA. مؤرشف من الأصل في ديسمبر 25, 2017. اطلع عليه بتاريخ ديسمبر 15, 2018.
14. 1 2 3  Woods، W. David؛ O'Brien، Frank، المحررون (1998). "Solo Orbital Operations-1". Apollo 15 Flight Journal. NASA. مؤرشف من الأصل في ديسمبر 25, 2017. اطلع عليه بتاريخ ديسمبر 15, 2018.
15. ↑  Woods، W. David؛ O'Brien، Frank، المحررون (1998). "Solo Orbital Operations-2". Apollo 15 Flight Journal. NASA. مؤرشف من الأصل في ديسمبر 25, 2017. اطلع عليه بتاريخ ديسمبر 16, 2018.
16. ↑  Woods، W. David؛ O'Brien، Frank، المحررون (1998). "Solo Orbital Operations-4". Apollo 15 Flight Journal. NASA. مؤرشف من الأصل في ديسمبر 25, 2017. اطلع عليه بتاريخ ديسمبر 16, 2018.

### Apollo Lunar Surface Journal
1. ↑  Jones، Eric M.، المحرر (1996). "Apollo 15 crew information". Apollo 15 Lunar Surface Journal. NASA. مؤرشف من الأصل في نوفمبر 28, 2016. اطلع عليه بتاريخ سبتمبر 4, 2018.
2. ↑  Jones، Eric M.، المحرر (1995). "Sampling at Head Crater and Bench Crater". Apollo 12 Lunar Surface Journal. NASA. مؤرشف من الأصل في فبراير 11, 2017. اطلع عليه بتاريخ سبتمبر 4, 2018.
3. 1 2 3 4  Jones، Eric M.، المحرر (1996). "The Hammer and the Feather". Apollo 15 Lunar Surface Journal. NASA. مؤرشف من الأصل في ديسمبر 30, 2018. اطلع عليه بتاريخ ديسمبر 21, 2018.
4. ↑  Jones، Eric M.، المحرر (1996). "Stand-Up EVA". Apollo 15 Lunar Surface Journal. NASA. مؤرشف من الأصل في أكتوبر 12, 2016. اطلع عليه بتاريخ سبتمبر 9, 2018.
5. ↑  Jones، Eric M.، المحرر (1996). "Commander's stripes". Apollo 15 Lunar Surface Journal. NASA. مؤرشف من الأصل في 2021-06-28. اطلع عليه بتاريخ 2019-02-25.
6. 1 2 3 4 5 6  Jones، Eric M. (1995). "Mountains of the Moon". Apollo 15 Lunar Surface Journal. NASA. مؤرشف من الأصل في أكتوبر 11, 2016. اطلع عليه بتاريخ ديسمبر 21, 2018.
7. 1 2 3 4 5 6  Jones، Eric M.، المحرر (1996). "Landing at Hadley". Apollo 15 Lunar Surface Journal. NASA. مؤرشف من الأصل في يونيو 28, 2011. اطلع عليه بتاريخ يوليو 14, 2011.
8. 1 2  Jones، Eric M.، المحرر (1996). "Deploying the Lunar Roving Vehicle". Apollo 15 Lunar Surface Journal. NASA. مؤرشف من الأصل في ديسمبر 25, 2017. اطلع عليه بتاريخ سبتمبر 13, 2018.
9. ↑  Jones، Eric M.، المحرر (1996). "Stand-Up EVA". Apollo 15 Lunar Surface Journal. NASA. مؤرشف من الأصل في يونيو 28, 2011. اطلع عليه بتاريخ يوليو 14, 2011.
10. ↑  Jones، Eric M.، المحرر (1996). "Wake-up for EVA-1". Apollo 15 Lunar Surface Journal. NASA. مؤرشف من الأصل في أكتوبر 12, 2016. اطلع عليه بتاريخ سبتمبر 9, 2018.
11. ↑  Jones، Eric M.، المحرر (1996). "Preparations for EVA-1". Apollo 15 Lunar Surface Journal. NASA. مؤرشف من الأصل في ديسمبر 25, 2017. اطلع عليه بتاريخ سبتمبر 13, 2018.
12. ↑  Jones، Eric M.، المحرر (1996). "Driving to Elbow Crater". Apollo 15 Lunar Surface Journal. NASA. مؤرشف من الأصل في أكتوبر 12, 2016. اطلع عليه بتاريخ سبتمبر 16, 2018.
13. ↑  Jones، Eric M.، المحرر (1996). "Apollo 15 Map and Image Library". Apollo 15 Lunar Surface Journal. NASA. مؤرشف من الأصل في 2021-05-31. اطلع عليه بتاريخ 2019-01-23.

## وصلات خارجية
- NASA Apollo 15 press kit - July 15, 1971
- Apollo 15 Flight Journal. Retrieved on 2005-06-17
- Apollo 15 Lunar Surface Journal. Retrieved on 2005-06-17
- Apollo By The Numbers: A Statistical Reference by Richard W. Orloff (NASA). Retrieved on 2005-06-17
- Moonport: A History of Apollo Launch Facilities and Operations. Retrieved on 2005-06-17
- Apollo 15 in the Encyclopedia Astronautica. Retrieved on 2005-06-17